# Universidad Nacional Autónoma de México
La Universidad Nacional Autónoma de México (UNAM) es una universidad pública mexicana destacada. Mantiene una tasa de aceptación muy selectiva; debido a una alta demanda y a su carácter público, laico y gratuito. Por otro lado, tiene la mayor matrícula estudiantil de todas las universidades de América Latina, y cuenta con uno de los campus más grandes del mundo. Sus numerosas publicaciones e investigaciones en todas las áreas del conocimiento la convierten en la institución mexicana con mayor producción científica. Todos los mexicanos laureados con el Premio Nobel han pasado por esta casa de estudios.
Fue fundada en 1910 como Universidad Nacional de México por proyecto de Justo Sierra, quien deseaba revivir una versión liberal de la difunta Real y Pontificia Universidad de México; la más antigua de Norteamérica. La UNAM obtuvo su autonomía en 1929. Esto le otorga la capacidad de autogestionar su presupuesto, administración y currícula sin interferencia gubernamental. La construcción de su principal campus al sur de la Ciudad de México, conocido como Ciudad Universitaria (CU), fue llevada a cabo por algunos de los arquitectos y artistas mexicanos más destacados del siglo XX. En 2007 fue declarado Patrimonio de la Humanidad por la UNESCO. Además, se considera uno de los campus más atractivos al turismo en todo el mundo. En 2009 la universidad fue premiada con el Premio Príncipe de Asturias de Comunicación y Humanidades.
La UNAM tiene como propósito estar al servicio del país y de la humanidad, formar profesionistas útiles a la sociedad, organizar y realizar investigaciones científicas, principalmente acerca de las condiciones y problemas nacionales, y extender con la mayor amplitud posible los beneficios de la cultura y la ciencia. Como universidad autónoma es una corporación pública, descentralizada del Estado, basada en los principios de libertad de cátedra y de investigación, e inspirada en todas las corrientes del pensamiento, sin tomar parte en actividades militantes y derrotando cualquier interés individual.

## Historia

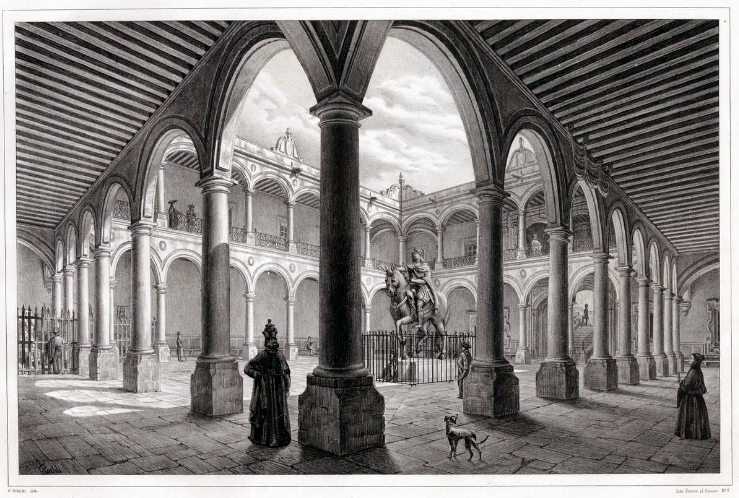
Interior de la Universidad Real y Pontificia de México, litografía de Pietro Gualdi, 1840.

De acuerdo con documentos oficiales y el discurso de las autoridades de la UNAM, ésta es heredera histórica de la Real y Pontificia Universidad de México; ubicada en la calle de Moneda número 2 en el Centro Histórico de Ciudad de México. Por su parte, la fundación de la Real y Pontificia se remonta al 21 de septiembre de 1551, con el nombre de Real Universidad de México. Ésta inauguró sus cursos el 25 de enero de 1553 cuando era virrey de la Nueva España don Luis de Velasco y Ruiz de Alarcón, y a partir de 1595 se convirtió en «Real y Pontificia», mediante bula concedida por el papa Clemente VIII. El linaje es compartido por la actual Universidad Pontificia de México.
La Real y Pontificia Universidad fue clausurada por primera ocasión en 1833 por decreto del Presidente liberal Valentín Gómez Farías, que en su lugar fundó varias escuelas nacionales descentralizadas. La universidad fue restaurada por el presidente Antonio López de Santa Anna en 1834. Este patrón de clausura, descentralización y reapertura se seguiría repitiendo con el tumultuoso clima político del México del siglo XIX; hasta que llegó a una clausura definitiva en 1865, por orden del Emperador Maximiliano I de México. Con la restauración de la República, el presidente Benito Juárez García fundó incluso más escuelas nacionales para cubrir los huecos dejados por la universidad.  Las mismas escuelas más tarde se integrarían a la creación de la Universidad Nacional de México, junto al antiguo Colegio de Minería (fundado como Real Seminario de Minería el 1 de enero de 1792). Entre estas escuelas encontramos a la Escuela Nacional de Medicina (originalmente, Establecimiento de Ciencias Médicas), fundada en 1833; la Escuela Nacional Preparatoria, fundada el 3 de febrero de 1868, y la Escuela Nacional de Jurisprudencia, fundada en 1868, entre otras.

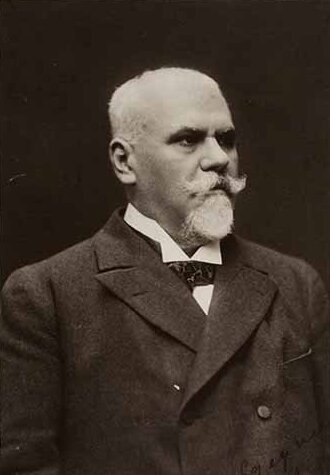
Justo Sierra, promotor de la creación de la Universidad Nacional de México.

El proyecto de creación de la Universidad, aunque sin un resultado inmediato, había sido propuesto por Justo Sierra desde 1881 cuando este era diputado. Sierra pretendía unificar las diversas escuelas y colegios de educación superior de la Ciudad de México (derivados de la Real y Pontificia Universidad de México) bajo una sola institución de carácter nacional que organizara la educación superior del país, aunque amalgamando los lazos anacronísticos de la Real y Pontificia con la Iglesia por una visión con apertura secular, alineado al pensamiento liberal de la época.  El 22 de septiembre de 1910, siendo presidente Porfirio Díaz, se inauguró la Universidad Nacional de México dando cumplimiento al decreto del 26 de mayo de aquel año, que formalizaba la Ley Constitutiva presentada por el mismo Sierra.  El primer rector fue Joaquín Eguía Lis. El acto inaugural ocurrió en el anfiteatro de la Escuela Nacional Preparatoria con un discurso de Justo Sierra.
Las primeras décadas de la Universidad Nacional de México estuvieron marcadas por la incertidumbre política de la Revolución mexicana. En 1912 se suscitó la primera huelga estudiantil como protesta a los exámenes de la Facultad de Derecho, debidos a su entonces director Luis Cabrera. Esto dio como resultado la fundación y diáspora masiva a la Escuela Libre de Derecho. Mientras tanto otras escuelas e instituciones se seguirían incorporando. El primer esfuerzo por obtener autonomía del gobierno fracasó hacia 1914. José Vasconcelos llegó a la rectoría en 1920, y es responsable por crear el logotipo y el lema de la UNAM usados hasta la fecha. Ambos reflejan los esfuerzos de Vasconcelos por cimentar la identidad de la incipiente nación y de Latinoamérica misma en el mestizaje. Finalmente, el 28 de mayo de 1929 pasaría a convertirse en Autónoma, en lugar de depender de la Secretaría de Educación Pública fundada por el mismo Vasconcelos. Dicho estatus formaba parte de las concesiones otorgadas por el presidente Emilio Portes Gil a la universidad, como parte de la resolución a nuevas protestas estudiantiles.
Durante la década de 1930, el gobierno mexicano intentó implementar educación socialista en las universidades. Tanto el rector Manuel Gómez Morín como muchos profesores de la UNAM y grupos católicos se opusieron a la imposición,  aduciendo que atentaba contra la libertad de cátedra. En respuesta a lo anterior, la UNAM otorgó su reconocimiento a los programas educativos de colegios católicos. La fundación de la Universidad Iberoamericana en 1943, una institución privada administrada por los jesuitas, también fue apoyada inicialmente por la Universidad Nacional, siendo rector el abogado Rodolfo Brito Foucher. Sin embargo, en años posteriores la UNAM utilizó su influencia sobre la Universidad Iberoamericana para limitar la expansión de su oferta educativa.

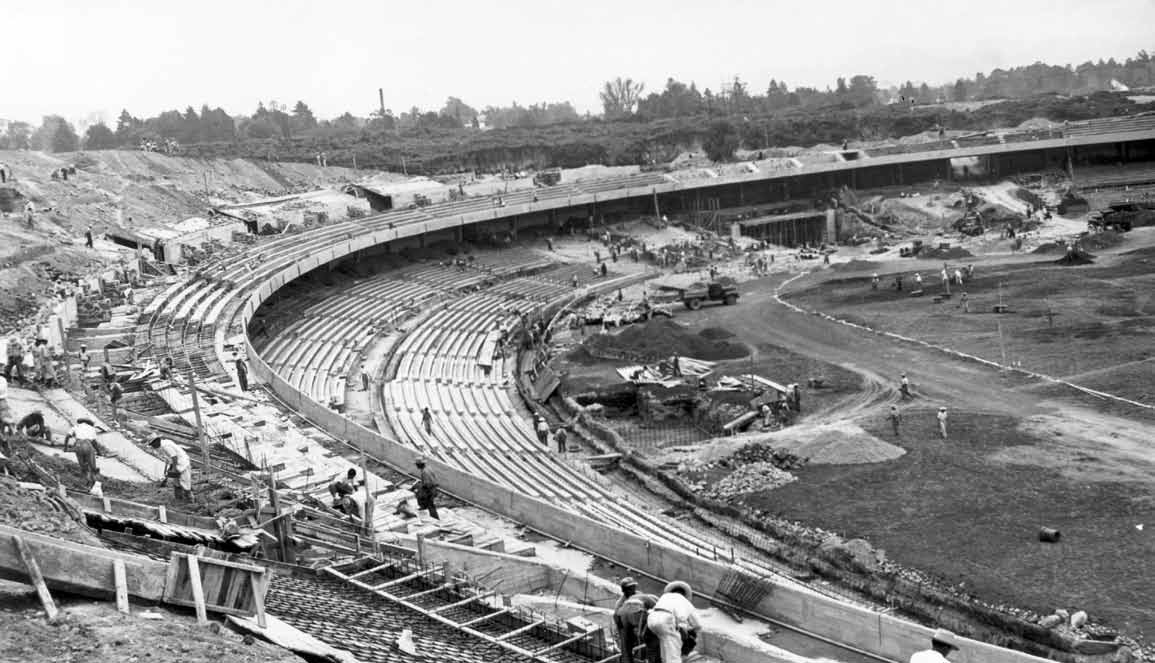
Construcción del estadio olímpico universitario.

En 1943, se tomaron las primeras decisiones para trasladar la universidad de los distintos predios en el centro histórico de la Ciudad de México hacia un nuevo campus dedicado: la Ciudad Universitaria. La sede sería el pedregal de San Ángel, a las afueras del sur de la Ciudad de México en esos años. La primera piedra fue colocada para la Facultad de Ciencias. Entre otras estructuras tempranas se encuentran el Estadio Olímpico Universitario, que empezó a construirse el 7 de agosto de 1950 y se inauguró el 20 de noviembre de 1952 en presencia del Presidente Miguel Alemán, y la Biblioteca Central, inaugurada el 5 de abril de 1956.
En 1966, ocurrió otra protesta estudiantil masiva, también debido a reformas en los exámenes. Los estudiantes invadieron el edificio de rectoría y forzaron al rector a renunciar. La Junta de Gobierno no aceptó su resignación, por lo que el magisterio se fue a huelga. Esto paralizó por completo la universidad. Durante el verano se suscitaron varios golpes violentos en distintos campus de los bachilleratos afiliados a la UNAM, llevando a intervenciones policíacas.

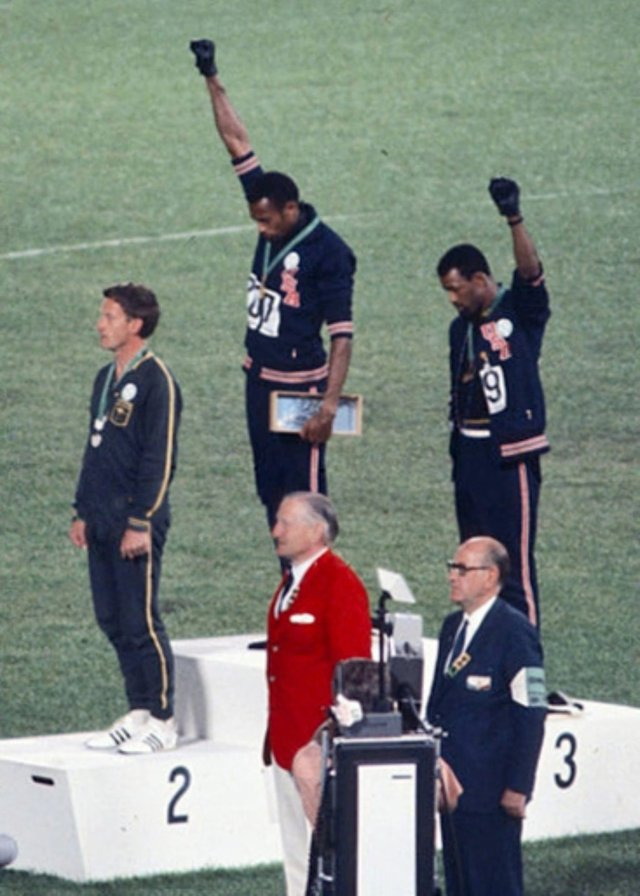
Saludo del Poder Negro en los Juegos Olímpicos de verano de 1968. Momento histórico de los Juegos Olímpicos y del movimiento por los derechos civiles de los afroamericanos.

La UNAM y otras universidades de la Ciudad de México fueron cuna de las protestas de México de 1968, un movimiento político y social de escala nacional, adosado a las protestas de 1968 que ocurrían en todas partes del mundo. En Ciudad Universitaria las primeras protestas nacieron en agosto de 1968 como respuesta a la brutalidad de la policía, y pronto se alimentarían de un descontento generalizado hacia el gobierno del Partido Revolucionario Institucional y su sistema monopartidista de facto. Las protestas crecieron rápidamente en adeptos y frecuencia de ocurrencia, aprovechando la atención de los medios por la llegada de los Juegos Olímpicos de 1968, celebrados en México; hasta que el 2 de octubre el ejército y la policía abrieron fuego contra una reunión de líderes estudiantiles en la Plaza de las Tres Culturas. Cientos resultaron muertos, y miles heridos o arrestados. En la historia nacional mexicana el infame evento es conocido como la masacre de Tlatelolco. Tan solo diez días después iniciaron los Juegos Olímpicos de 1968 en el estadio olímpico universitario. El gobierno clausuró las actividades universitarias durante el transcurso del evento.
Para la década de los setenta, se llevó a cabo un gran programa de expansión, en el cual se crearon las cinco sedes del Colegio de Ciencias y Humanidades, así como las cinco unidades multidisciplinarias, actualmente todas con el nombre Facultad de Estudios Superiores: FES Acatlán, FES Aragón, FES Cuautitlán, FES Iztacala y FES Zaragoza.
En 1981, comienza una expansión a nuevos campus fuera de la Ciudad de México, empezando por el campus en Cuernavaca, en el estado de Morelos. En mayo de 1985 el Consejo Universitario convierte a la UNAM en la primera universidad de habla hispana en contar con una Defensoría de los Derechos Universitarios. Este organismo luego sería el modelo para la creación de la Comisión Nacional de Derechos Humanos de México y las Defensorías del Pueblo de varios países.
En 1993, otro grupo de investigadores se asentó en terrenos donados cerca de la ciudad de Querétaro, dando lugar posteriormente al campus Juriquilla. La última gran protesta estudiantil de la UNAM ocurrió entre 1999 y 2000. Estudiantes clausuraron Ciudad Universitaria por casi todo un año para protestar una propuesta aprobada de un incremento sustancial a las colegiaturas. Se llevaron a cabo plebiscitos por ambas partes, sin embargo esto no llevó a ningún acuerdo. La policía irrumpió bajo decreto judicial en los edificios tomados por los huelguistas, recuperándolos para la administración universitaria y concluyendo así la huelga el 7 de febrero de 2000.
Otra diáspora científica en 2001 dio origen al campus Morelia, Michoacán. En 2006 comenzaron actividades en Mérida, Yucatán. El mismo año el diario inglés The Times reconoció a la UNAM como la mejor universidad del mundo ibérico (España, Portugal y América Latina) del momento, y la colocó en el número 74 en su clasificación mundial, que coincide también con una clasificación internacional llevada a cabo por la Universidad de Shanghái.[cita requerida] En 2009 la universidad recibió el Premio Príncipe de Asturias de Comunicación y Humanidades, en vísperas de su aniversario número 100. Nuevos campus universitarios fueron inaugurados en los años 2011 y 2012, en los estados de Guanajuato (ENES León) y Michoacán (ENES Morelia).[cita requerida]

### Nombres de la Universidad
Universidad estatales y pontificia
Dado que la Universidad de México fue patrocinada en primera instancia por la Corona de la Monarquía Hispánica, se le antepuso el término "Real" a su nombre. Recordemos que en aquellos años, la monarquía española también tenía cierta influencia sobre la Iglesia católica en sus dominios por el patronazgo otorgado por el papa a los Reyes Católicos, por lo cual desde un inicio también fue tanto una universidad estatal como una universidad católica; muestra de ello es que desde sus inicios contó con la Facultad de Derecho Canónico. Más tarde recibió la bendición papal llamándose además de "Real", "Pontificia". Al consumarse la independencia y terminarse el patronazgo de la monarquía española, el naciente Primer Imperio mexicano sería el nuevo patrono, sustituyéndose el término "Real" por "Imperial". Con el advenimiento de la República Mmexicana, el término "Real" e "Imperial" se sustituyó por el de "Nacional" en todos los ramos de la administración pública, incluyendo esto a la Universidad.
- 1553	Real Universidad de México.
- 1595	Real y Pontificia Universidad de México.
- 1821	Imperial y Pontificia Universidad de México.
- 1823	Nacional y Pontificia Universidad de México (Clausurada en 1865).

Universidad solamente pontificia
La Iglesia Católica Mexicana restauró la universidad católica, con bendición papal. Primero como la Universidad Pontificia Mexicana que cerró sus puertas durante la Guerra Cristera. Después la Universidad Pontificia de México que continúa abierta.
- 1895	Universidad Pontificia Mexicana (Clausurada en 1932).
- 1982	Universidad Pontificia de México

Universidad solamente estatal
El Gobierno Mexicano accedió a reunir en una sola institución las Escuelas Nacionales de educación superior en una Universidad Nacional, idea de Justo Sierra. El nombre de la Universidad ha cambiado de acuerdo con sus leyes orgánicas aprobadas por el Congreso de la Unión:
- 1910	Universidad Nacional de México (UNM).
- 1929 Universidad Nacional de México, Autónoma (UNM o UNMA) o Universidad Nacional Autónoma (UNA o UNAM).
- 1933	Universidad Autónoma de México (UAM).
- 1945	Universidad Nacional Autónoma de México (UNAM).

## Campus

### Ciudad Universitaria
La UNAM obtuvo su autonomía en 1929 durante el gobierno del presidente Emilio Portes Gil, quien autorizó la construcción de la Ciudad Universitaria.[cita requerida] Fue hasta 1954 que la universidad se mudó a un nuevo campus, ubicado entre las alcaldías de Coyoacán y Tlalpan; en una zona de sustrato volcánico llamada el Pedregal de San Ángel. La misma roca volcánica serviría para construir algunos de los inmuebles, por ejemplo, el estadio olímpico.[cita requerida]
El campus es una obra colosal colectiva que involucró a los arquitectos y artistas mexicanos más destacados de la época. Se elaboró a partir del plan maestro de los arquitectos Mario Pani Darqui, José Villagran García, Pedro Ramírez Vázquez, Carlos Lazo, Enrique del Moral, Eugenio Peschard y Domingo García Ramos. Entre los arquitectos que ejecutaron los trazos efectivos están Armando Franco Rovira, Ernesto Gómez Gallardo Argüelles, Vladimir Kaspe, Jorge González Reyna, Félix Candela y Luis Barragán. Los murales y relieves decorativos son característicos de algunos de los edificios más emblemáticos, en acuerdo con la corriente de muralismo mexicano que dominó este país durante la primera mitad del siglo XX. El mismo sitio alberga acervo de Diego Rivera (altorrelieves del estadio olímpico universitario), Juan O'Gorman (biblioteca central), David Alfaro Siqueiros (murales de la torre de rectoría), Francisco Eppens (murales de la facultad de medicina y la facultad de odontología) y José Chávez Morado. Algunas fuentes consideran que el icónico mosaico de la biblioteca central, recubierto en sus cuatro elevaciones de 4000 m² por piedras traídas de todo México, también resulta ser el mural más grande del mundo.
La Ciudad Universitaria tenía una extensión original de 2 millones de metros cuadrados, pero actualmente es de más de 3 millones con todo y la reserva ecológica que alberga.[cita requerida] También aloja cerca de mil edificios de los cuales 138 son bibliotecas con más de 5 millones de libros, una sala de conciertos llamada Nezahualcóyotl (sede de la Orquesta Filarmónica de la UNAM), una biblioteca central y otra nacional, un espacio escultórico de proporciones colosales y el estadio olímpico universitario "México 68", con capacidad para 68 954 asistentes. La extensión total de la universidad es cercana a los 7 km² (3.5 millas cuadradas). Eso es más de lo que miden algunos de los países más pequeños, como la Ciudad del Vaticano (4.4 km²) y Mónaco (2 km²).

El 28 de junio de 2007, la UNESCO lo declaró Patrimonio de la Humanidad durante su reunión en Nueva Zelanda, destacándolo como "un conjunto monumental ejemplar del modernismo del siglo XX".

Galería de Ciudad Universitaria
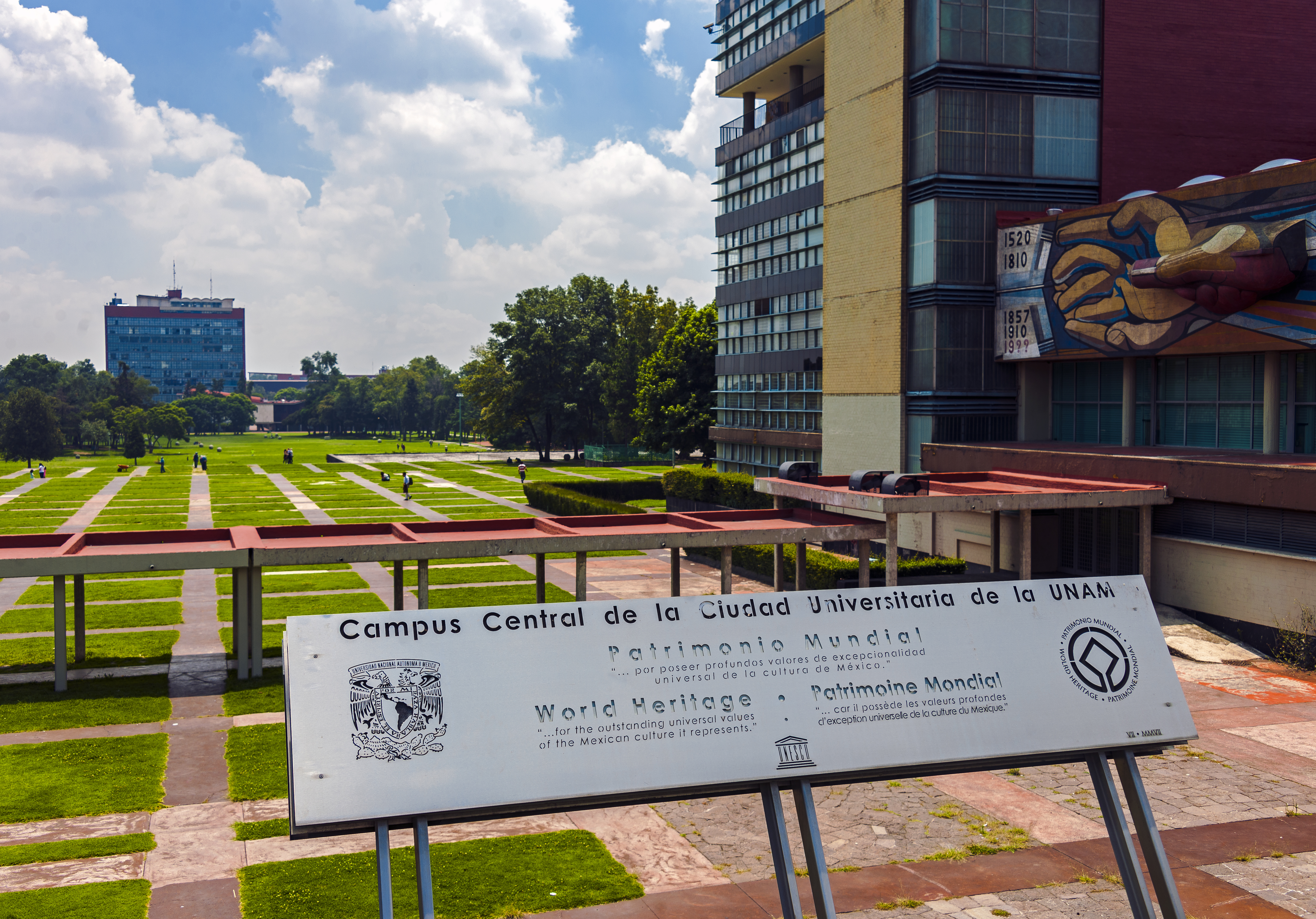
Placa conmemorativa de la inscripción de Ciudad Universitaria al patrimonio cultural de la humanidad de la UNESCO.
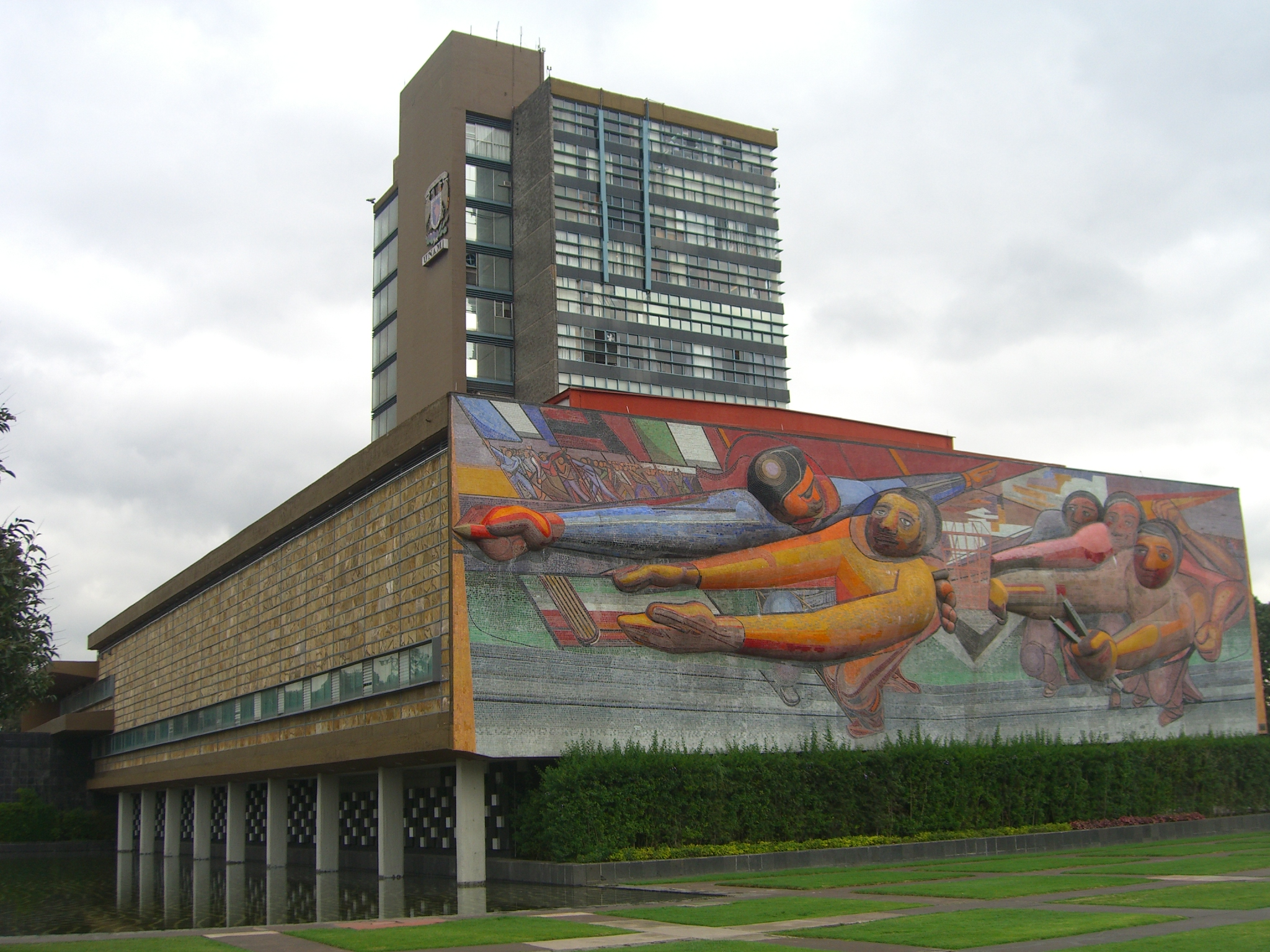
Mural "El pueblo a la universidad, la universidad al pueblo. Por una cultura nacional neohumanista de profundidad universal" (1952-1956), de David Alfaro Siqueiros, junto a la torre de rectoría de la UNAM.
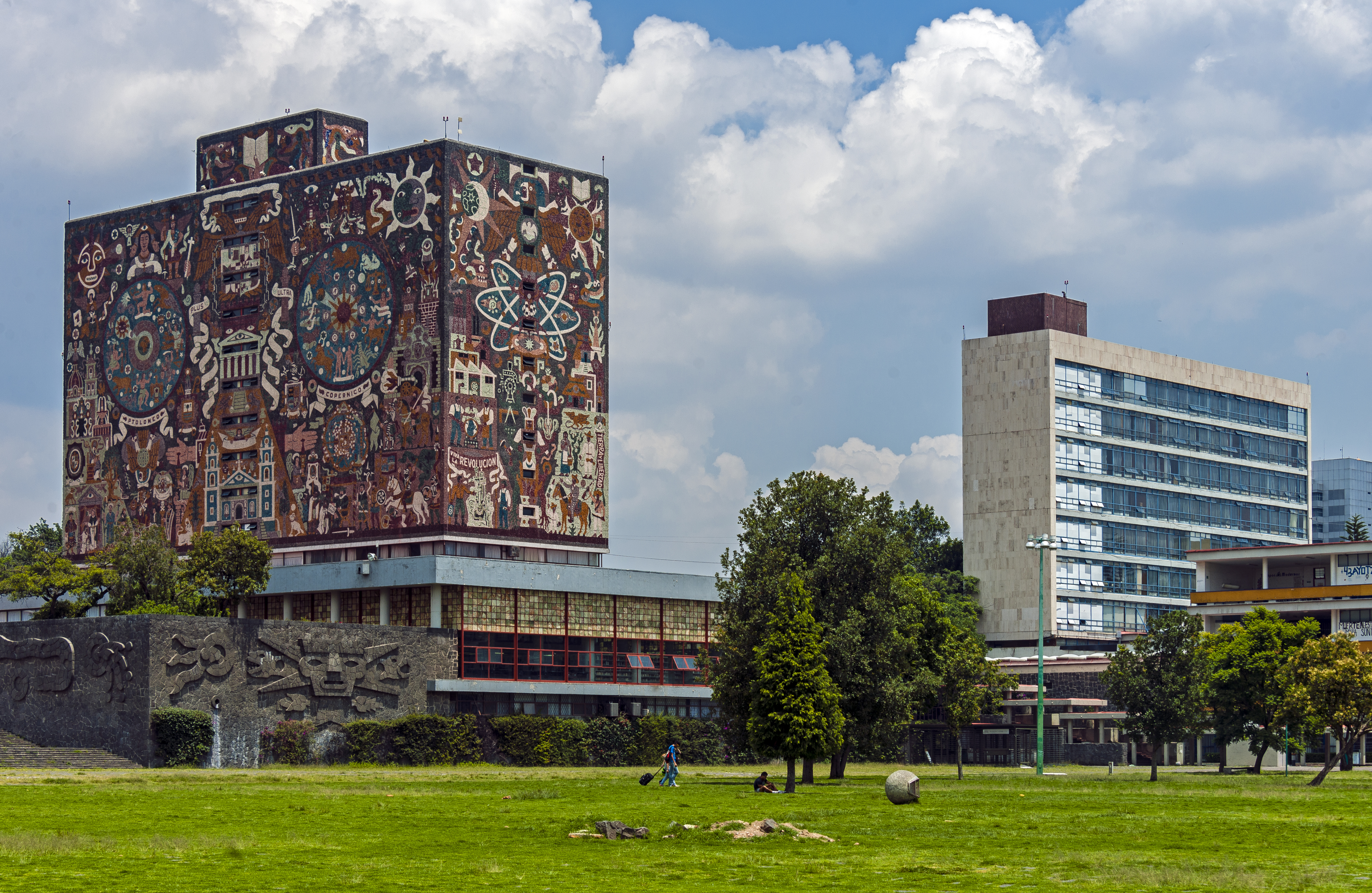
Biblioteca central, de Juan O'Gorman y la torre 1 de humanidades, vista desde el jardín de Las Islas.
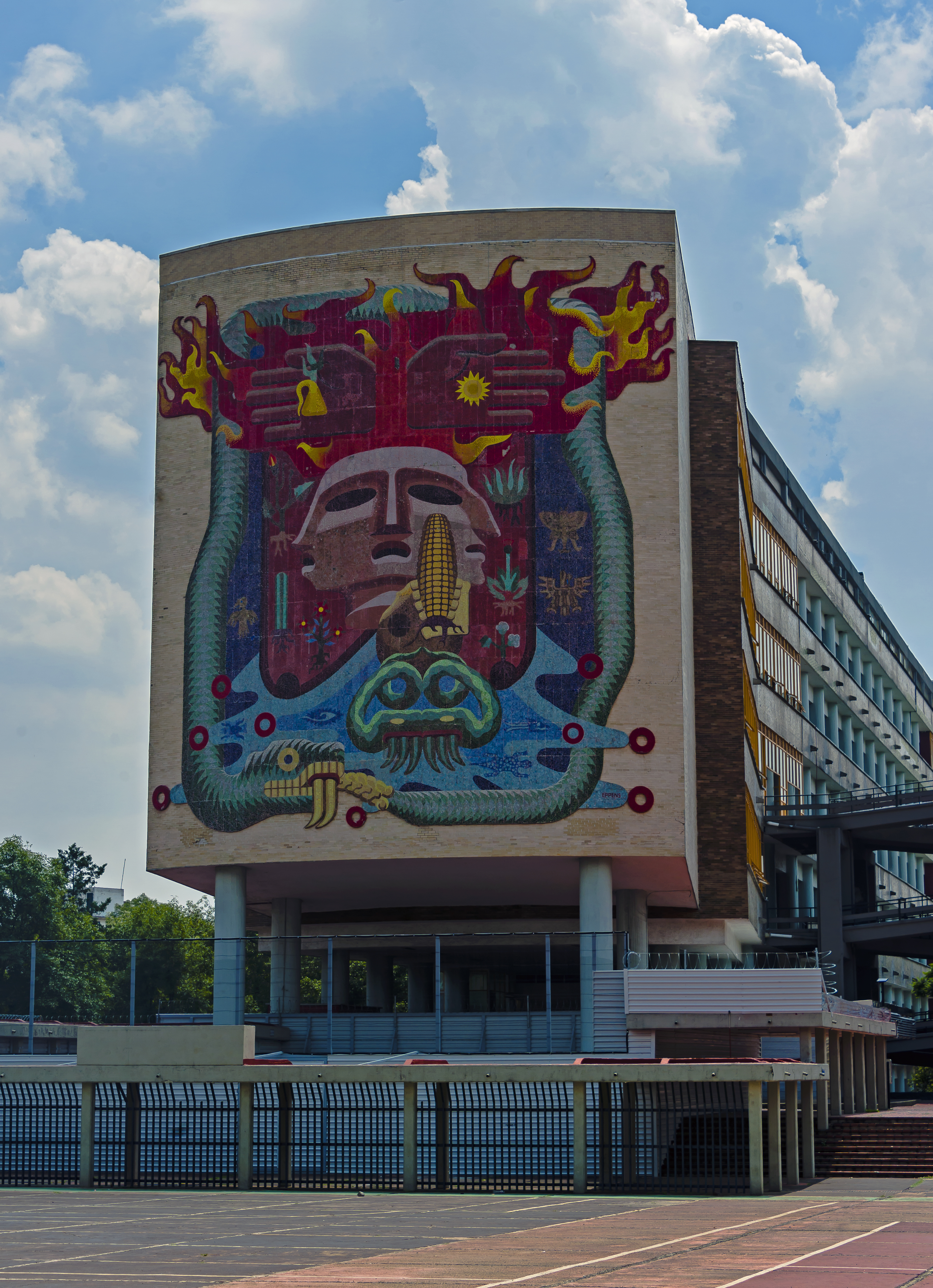
"La vida, la muerte, el mestizaje y los cuatro elementos" (1953-1954), por Francisco Eppens. Facultad de medicina.
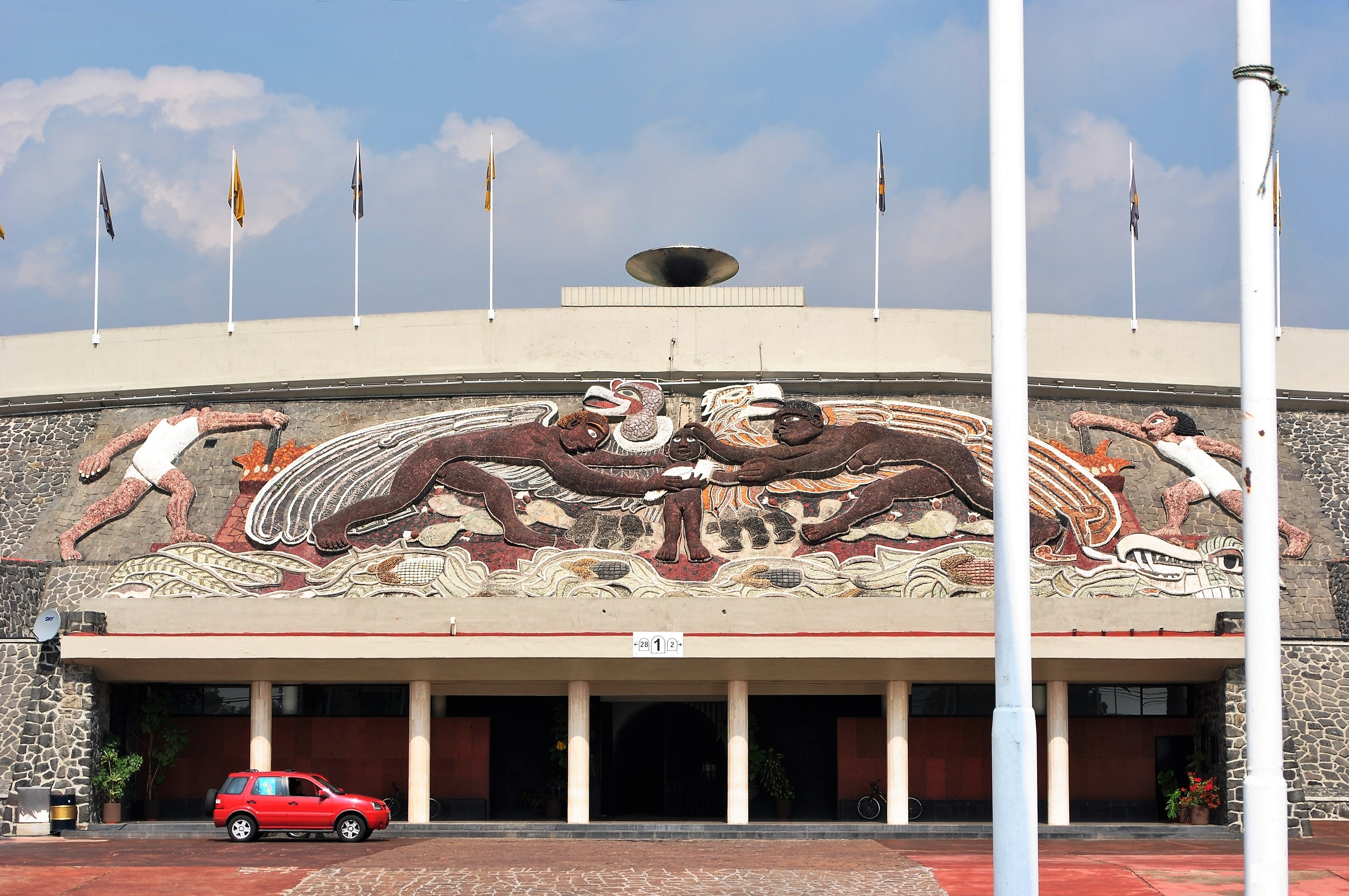
Estadio olímpico universitario, relieves de Diego Rivera.
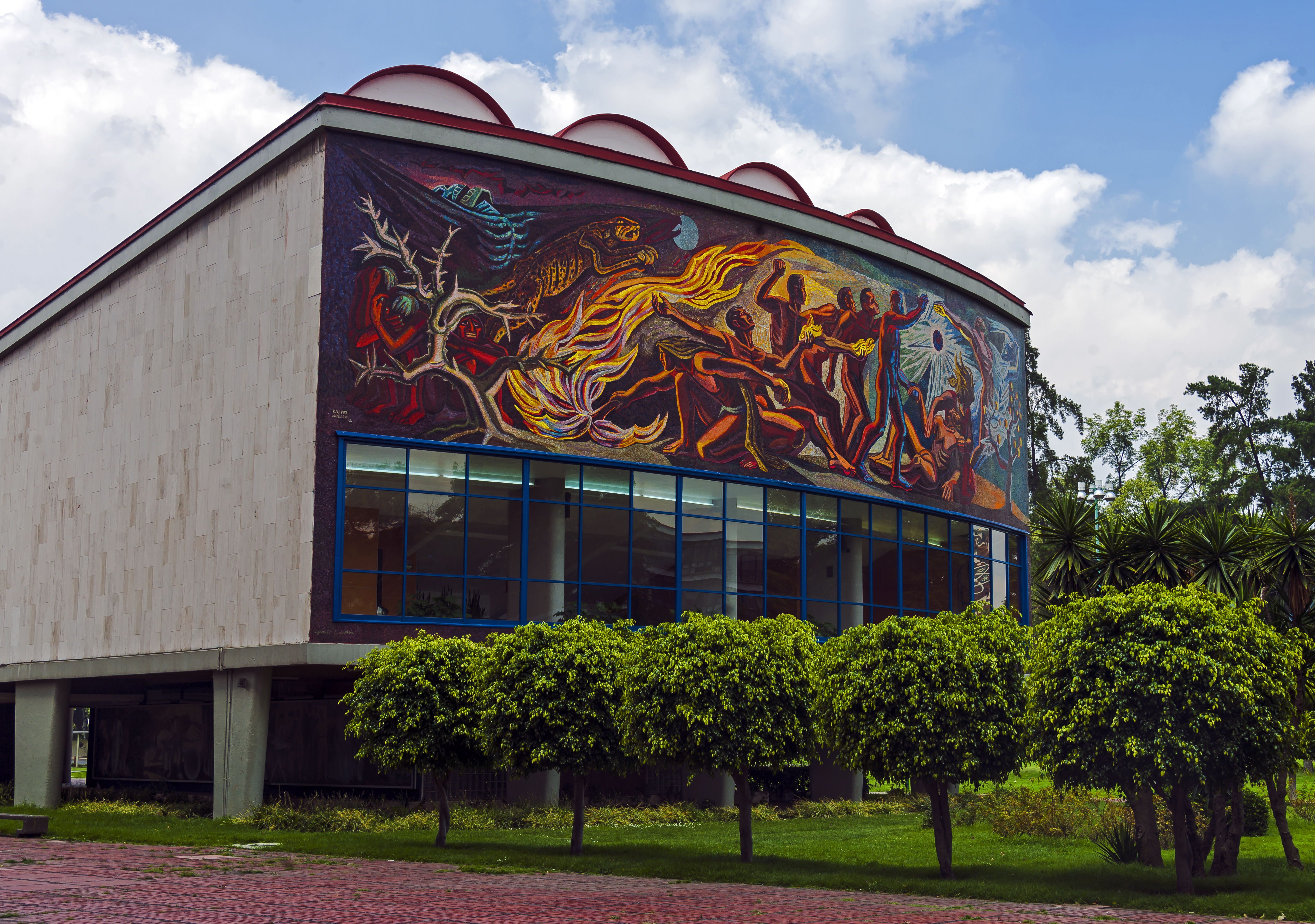
Mural "La Conquista de la Energía" realizado por José Chávez Morado.
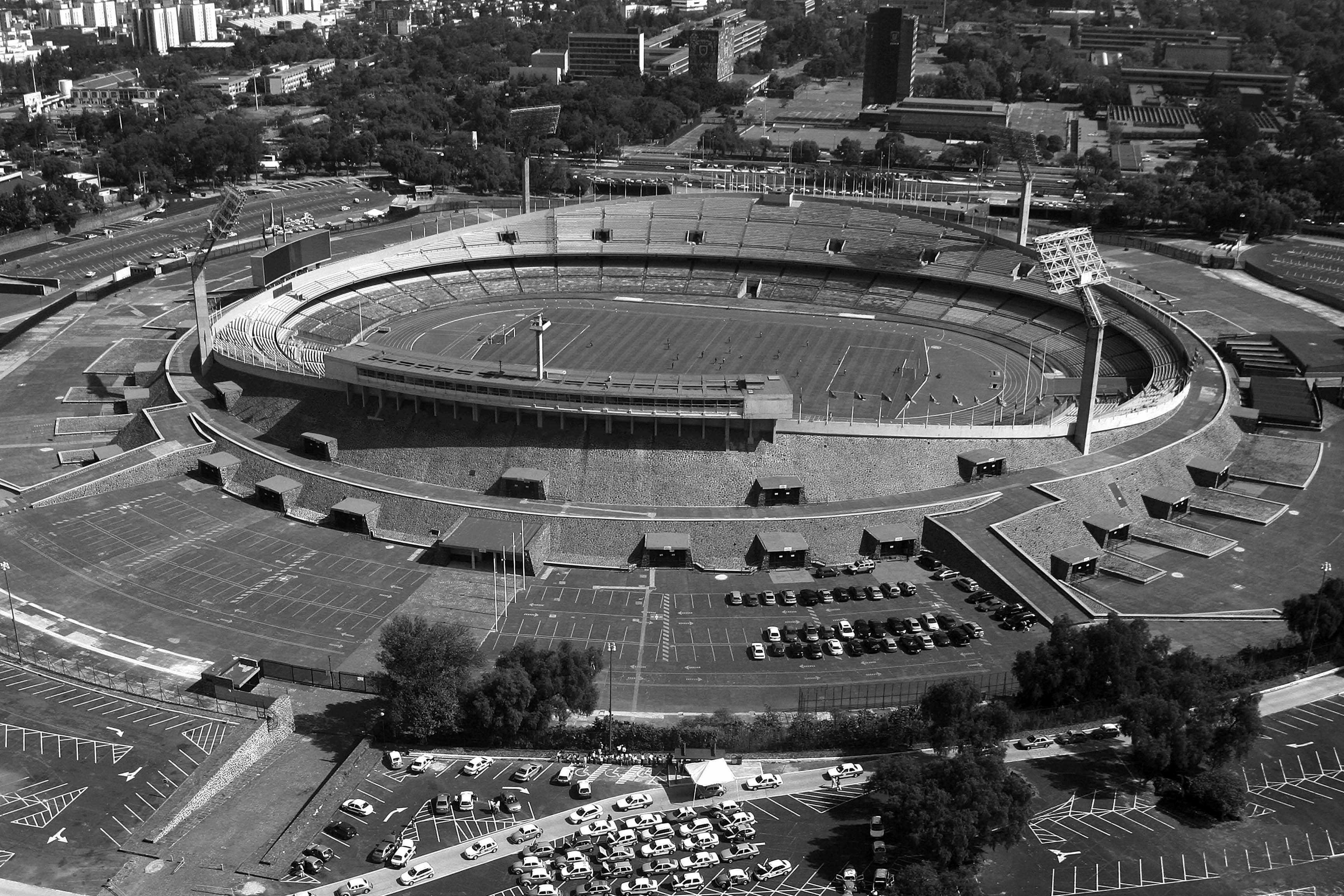
Vista aérea del campus central de Ciudad Universitaria, 2007.

### Resultados ENARM 2024
En el Examen Nacional de Aspirantes a Residencias Médicas (ENARM) del año 2024, la Facultad de Medicina (FM)  de la Universidad Nacional Autónoma de México (UNAM), con sede en Ciudad Universitaria (CU), obtuvo el primer lugar a nivel nacional en número absoluto de médicos seleccionados. Según datos oficiales del Comité Interinstitucional para la Formación de Recursos Humanos para la Salud (CIFRHS), un total de 2,338 egresados de esta institución presentaron el examen, de los cuales 1,202 fueron seleccionados, lo que representa una tasa de selección del 51.41 %. Además, los sustentantes de la FM CU alcanzaron un puntaje promedio de 57.9232, uno de los más altos registrados entre todas las escuelas y facultades de medicina participantes. Estos resultados consolidan a la Facultad de Medicina de la UNAM como una de las instituciones líderes en formación médica en México, tanto por la cantidad de aspirantes como por su alto índice de éxito en el proceso de selección para especialidades médicas.

### Metropolitanos
Como parte de los planes de expansión dentro de Ciudad de México realizados por la UNAM, en 1975 se crearon, dentro de la periferia de la ciudad, las Escuelas Nacionales de Estudios Profesionales (ENEP), después llamada cada una Facultad de Estudios Superiores (FES) por otorgar grados de maestría y doctorado, en sus cinco sedes:
- FES Acatlán, en Naucalpan, Estado de México.
- FES Aragón, en Ciudad Nezahualcóyotl, Estado de México.
- FES Cuautitlán, con tres campus (Campo I, Campo III y Campo IV), en Cuautitlán Izcalli, Estado de México.
- FES Iztacala, en Tlalnepantla de Baz, Estado de México.
- FES Zaragoza, con tres campus (Campo I y Campo II en Iztapalapa, y Campo III en Tlaxcala).

### Nacionales

Mapa de los campus y sedes de la UNAM, en México y en otros países.

En sus inicios, la UNAM concentró sus instalaciones en la Ciudad de México; primero en Ciudad Universitaria y después en más campus dentro de la zona metropolitana de la Ciudad de México en el Estado de México. La aparición de otros campus foráneos responde a diferentes necesidades, a veces complementarias: la necesidades de los investigadores de campo por acercarse a su objeto de estudio (antropólogos, geólogos, astrónomos, científicos del mar), diversas diásporas de académicos hacia terrenos donados o mediante recursos que ya no tienen cabida en la Ciudad de México; y más recientemente, un énfasis que se ha hecho paulatinamente al carácter "nacional" de la universidad, en un esfuerzo por llevar educación de calidad a otras partes del país. Para tal efecto han sido creadas escuelas de estudios de licenciatura, centros de investigación y de extensión de alto nivel en diversos estados de México. Otros establecimientos no cumplen funciones académicas o de docencia, sino que fungen como puestos importantes de monitoreo y medición científica.
- Ensenada y San Pedro Mártir, en Baja California.
- Ciudad del Carmen, en Campeche.
- San Cristóbal de las Casas en Chiapas.
- Taxco, en Guerrero.
- Chamela, en Jalisco.
- Chapa de Mota, Chimalhuacán y Jilotepec, en el Estado de México.
- León, en Guanajuato.
- Morelia, Coeneo, Jiquilpan, en Michoacán
- Cuernavaca, Huitzilac, Temixco, en Morelos.
- Juchitán y Oaxaca, en Oaxaca.
- Tonantzintla, en Puebla.
- Juriquilla y Tequisquiapan, en Querétaro.
- Puerto Morelos, en Quintana Roo.
- Mazatlán, en Sinaloa.
- Hermosillo, en Sonora.
- San Miguel Contla y Tlaxcala, en Tlaxcala.
- Los Tuxtlas, Martínez de la Torre y Tuxpan, en Veracruz.
- Mérida y Sisal, en Yucatán.

### En el extranjero
La UNAM cuenta también con sedes foráneas al país. Existen escuelas de extensión en Estados Unidos de América, Canadá, Sudáfrica, España, Reino Unido, China y Alemania:
- Escuela de Extensión de la UNAM en Chicago, Illinois.
- Escuela de Extensión de la UNAM en Los Ángeles, California.
- Escuela Permanente de Extensión de la UNAM en San Antonio, Texas.
- Centro de Estudios Mexicanos, en Boston, Massachusetts.[51]
- Escuela de Extensión de la UNAM en Gatineau, Quebec, Canadá.
- Centro de Estudios Mexicanos, en Londres, Reino Unido.[52]
- Centro de Estudios Mexicanos, en Madrid, España.[53]
- Centro de Estudios Mexicanos, en Berlín, Alemania.[54]
- Centro de Estudios Mexicanos, en París, Francia.[55]
- Centro de Estudios Mexicanos, en China[56]
- Centro de Estudios Mexicanos, en Johannesburgo, Sudáfrica.

## Oferta educativa
La UNAM ofrece más pregrados, grados y posgrados que cualquier otra institución en México:[cita requerida]
- 3 bachilleratos (Escuela Nacional Preparatoria, Colegio de Ciencias y Humanidades y el bachillerato a distancia B@UNAM)[57]
- 25 carreras técnicas[57]
- 130 licenciaturas en 176 opciones educativas[58][59][57]
- 40 programas de posgrado con 90 planes de estudio de maestría y doctorado[57][60][61]
- 34 especializaciónes, con 194 orientaciones.[57][60]

En 2021 la UNAM poseía 15 facultades, de las cuales 13 se encuentran dentro de la Ciudad Universitaria. Todas fueron fundadas bajo la denominación de escuelas nacionales pero al ser aprobados algún programa de doctorado en las mismas, estas pasaron a denominarse facultades. Las Facultades de Estudios Superiores (FES) son unidades multidisciplinares fundadas bajo la denominación de Escuela Nacional de Estudios Profesionales con el objetivo de descentralizar las actividades académicas de Ciudad Universitaria. Adicionalmente, las Escuelas Nacionales de Estudios Superiores (ENES) son unidades multidisciplinares creadas fuera del área metropolitana de la Ciudad de México, con el objetivo de fortalecer la presencia de la universidad en el resto del país. Se creó luego de la firma del Convenio de Colaboración para la creación, construcción y operación de un complejo académico, cultural, deportivo y ecológico, firmado en 2010 por José Narro Robles, rector de la UNAM, y Juan Manuel Oliva Ramírez, por entonces gobernador de Guanajuato. El 31 de marzo de 2011, el Consejo Universitario de la UNAM ratificó la creación. En 2013, la universidad había invertido en este proyecto más de mil millones de pesos mexicanos. En cuanto a la Educación a Distancia, la UNAM ofrece un amplio programa muy bien estructurado.  El Sistema Universidad Abierta y Educación a Distancia está al alcance de aquellos alumnos que necesiten de esta forma de educación. También se imparten una inmensidad de diplomados, cursos, seminarios, talleres, conferencias, congresos y festivales.
| Facultad                                     | Fundación                                                                    | Población (2024) | Imagen |
| -------------------------------------------- | ---------------------------------------------------------------------------- | ---------------- | ------ |
| Facultad de Arquitectura                     | 21 de agosto de 1929 (como Escuela Nacional de Arquitectura)                 | 7,048            |        |
| Facultad de Artes y Diseño                   | 21 de agosto de 1929 (como Escuela Nacional de Artes Plásticas)              | 3,437            |        |
| Facultad de Ciencias                         | 18 de septiembre de 1910 (como Escuela Nacional de Altos Estudios)           | 10,022           |        |
| Facultad de Ciencias Políticas y Sociales    | 25 de julio de 1951 (como Escuela Nacional de Ciencias Políticas y Sociales) | 13,179           |        |
| Facultad de Contaduría y Administración      | 26 de julio de 1929 (como Escuela Nacional de Comercio y Administración)     | 16,261           |        |
| Facultad de Derecho                          | 21 de septiembre de 1551 (como Facultad de Cánones y Leyes)                  | 17,236           |        |
| Facultad de Economía                         | 10 de febrero de 1929 (como Escuela Nacional de Economía)                    | 7,515            |        |
| Facultad de Enfermería y Obstetricia         | 9 de febrero de 1907 (como Escuela Nacional de Enfermería y Obstetricia)     | 3,586            |        |
| Facultad de Filosofía y Letras               | 17 de diciembre de 1908 (como Escuela Nacional de Altos Estudios)            | 11,161           |        |
| Facultad de Ingeniería                       | 1910 (como Escuela Nacional de Ingeniería)                                   | 13,695           |        |
| Facultad de Medicina                         | 1842 (como Escuela Nacional de Medicina)                                     | 10,498           |        |
| Facultad de Medicina Veterinaria y Zootecnia | 17 de agosto de 1853 (como Escuela Nacional de Medicina Veterinaria)         | 3,448            |        |
| Facultad de Música                           | 1929 (como Escuela Nacional de Música)                                       | 609              |        |
| Facultad de Odontología                      | 19 de abril de 1904 (como Escuela Nacional de Odontología)                   | 2,794            |        |
| Facultad de Psicología                       | 1973                                                                         | 4,253            |        |
| Facultad de Química                          | 23 de septiembre de 1916 (como Escuela Nacional de Química Industrial)       | 8,279            |        |

| Unidad     | Fundación           | Población (2024) | Imagen |
| ---------- | ------------------- | ---------------- | ------ |
| Acatlán    | 17 de marzo de 1975 | 22,914           |        |
| Aragón     | 16 de enero de 1976 | 21,054           |        |
| Cuautitlán | 22 de abril de 1974 | 17,092           |        |
| Iztacala   | 19 de marzo de 1975 | 18,235           |        |
| Zaragoza   | 19 de enero de 1976 | 12,435           |        |

| Escuela                                               | Fundación                                                                 | Población (2024) | Imagen |
| ----------------------------------------------------- | ------------------------------------------------------------------------- | ---------------- | ------ |
| Escuela Nacional de Artes Cinematográficas            | 1963 (como Centro Universitario de Estudios Cinematográficos)             | 82               |        |
| Escuela Nacional de Ciencias de la Tierra             | 31 de enero de 2018                                                       | 454              |        |
| Escuela Nacional de Ciencias Forenses                 | 8 de diciembre de 2022                                                    | 140              |        |
| Escuela Nacional de Lenguas, Lingüística y Traducción | 30 de noviembre de 1966 (como Centro de Enseñanza de Lenguas Extranjeras) | 505              |        |
| Escuela Nacional de Trabajo Social                    | 4 de octubre de 1973                                                      | 3,826            |        |

| Escuela         | Fundación               | Población (2020) | Imagen |
| --------------- | ----------------------- | ---------------- | ------ |
| ENES Juriquilla | 13 de diciembre de 2017 | 418              |        |
| ENES León       | 31 de marzo de 2011     | 989              |        |
| ENES Mérida     | 30 de agosto de 2017    | 491              |        |
| ENES Morelia    | 9 de diciembre de 2011  | 1,437            |        |
| ENES Oaxaca     | 31 de marzo de 2025     | Sin Datos        |        |

### Nivel bachillerato
La UNAM otorga a los egresados de su bachillerato la posibilidad de ingresar al nivel superior mediante un mecanismo que al interior de la UNAM se conoce como "Pase Reglamentado", tanto la Escuela Nacional Preparatoria como el Colegio de Ciencias y Humanidades son las únicas instituciones que gozan del pase automático que otorga la UNAM, mismo que les permite ingresar a licenciatura sin necesidad de realizar examen de selección y les otorga preferencia al distribuir los lugares en cada una de las carreras. La Escuela Nacional Preparatoria (ENP) tiene nueve planteles en Ciudad de México, mientras que el Colegio de Ciencias y Humanidades (CCH) tiene cinco planteles en Ciudad de México y en la zona metropolitana.
| Plantel                             | Fundación                | Población (2024) | Imagen |
| ----------------------------------- | ------------------------ | ---------------- | ------ |
| Plantel 1 Gabino Barreda            | 3 de febrero de 1868     | 4,306            |        |
| Plantel 2 Erasmo Castellanos Quinto | 14 de septiembre de 1935 | 6,841            |        |
| Plantel 3 Justo Sierra              | 8 de julio de 1923       | 4,343            |        |
| Plantel 4 Vidal Castañeda y Najera  | 1953                     | 4,913            |        |
| Plantel 5 José Vasconcelos          | 10 de abril de 1954      | 8,802            |        |
| Plantel 6 Antonio Caso              | 1959                     | 5,112            |        |
| Plantel 7 Ezequiel A. Chávez        | 16 de abril de 1960      | 5,398            |        |
| Plantel 8 Miguel E. Schulz          | 1964                     | 5,538            |        |
| Plantel 9 Pedro de Alba             | 28 de julio de 1965      | 4811             |        |

| Plantel              | Fundación           | Población (2024) | Imagen |
| -------------------- | ------------------- | ---------------- | ------ |
| Plantel Azcapotzalco | 12 de abril de 1971 | 10,749           |        |
| Plantel Naucalpan    | 12 de abril de 1971 | 10,883           |        |
| Plantel Oriente      | 3 de abril de 1972  | 12,321           |        |
| Plantel Sur          | 3 de abril de 1972  | 11,999           |        |
| Plantel Vallejo      | 12 de abril de 1971 | 11,045           |        |

## Investigación e innovación
Pese al bajo porcentaje del PIB que se invierte en investigación y desarrollo en México, la UNAM se caracteriza por ser una universidad orientada a la investigación con competitividad a nivel internacional en todas las áreas del conocimiento. La UNAM probablemente también es la institución mexicana (ya sea pública o privada) con mayor infraestructura e inversión en investigación básica. Por ejemplo, algunos estudios le han atribuido más del 50% de la producción científica de México, seguida por órdenes de magnitud por otras universidades públicas destacadas (ej. CINVESTAV/IPN, UAM, UdeG, UANL), hospitales públicos y los centros de investigación que dependen directamente del Consejo Nacional de Ciencia y Tecnología. En 2010, los investigadores y profesores de la UNAM ocupaban más del 20% del Sistema Nacional de Investigadores. En contraste, el Tecnológico de Monterrey (la universidad privada mexicana más prestigiosa según clasificaciones internacionales) solo representaba el 1.6%.
Actividades de investigación son llevadas a cabo tanto por las facultades de la UNAM de Ciudad Universitaria como por las facultades de estudios superiores en los campus metropolitanos; así como en sus institutos y centros de investigación de ciencias naturales, formales, sociales y humanidades; los cuales se distribuyen en varios campus alrededor del país.

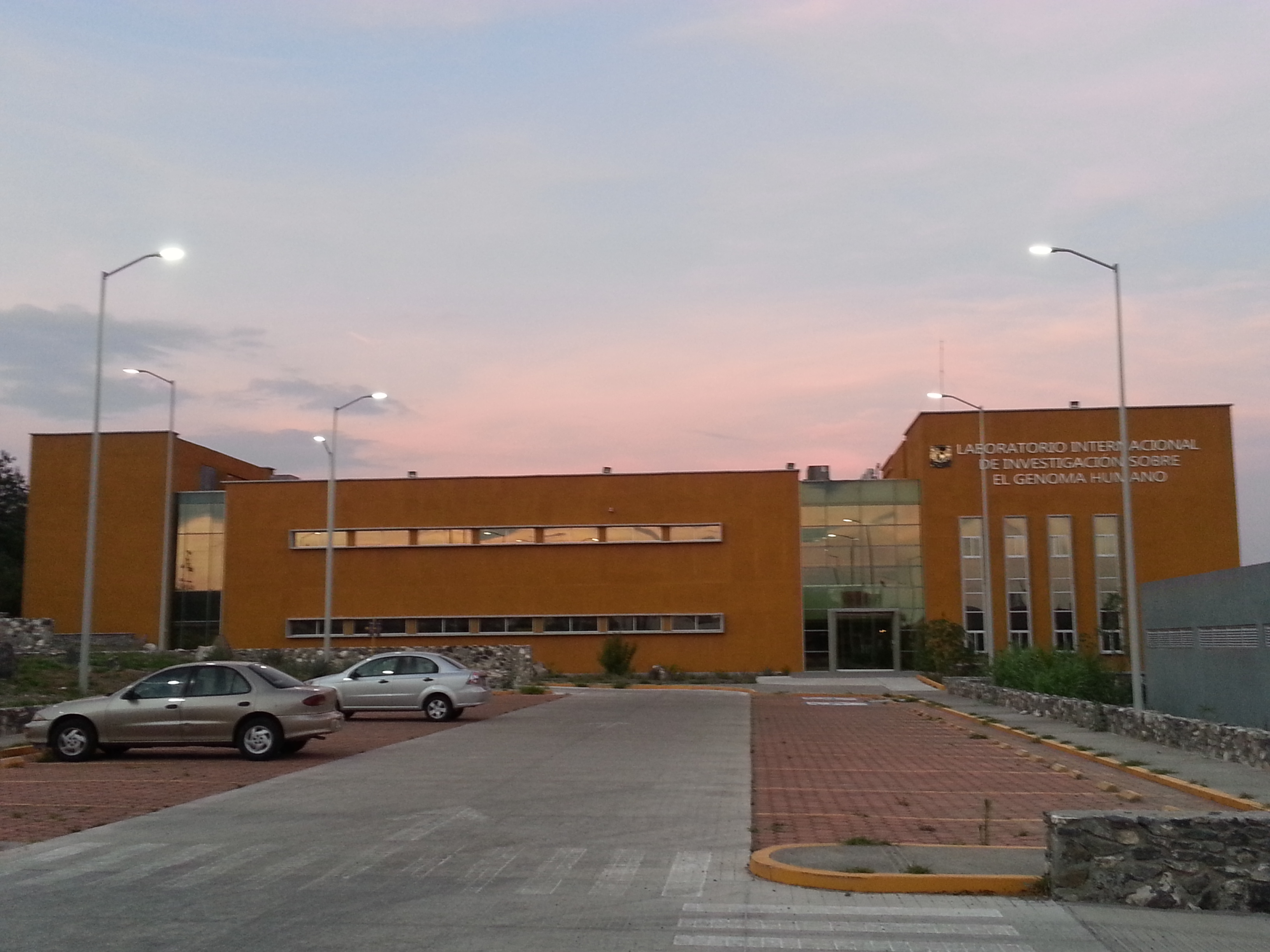
Laboratorio Internacional de Investigación sobre el Genoma Humano.
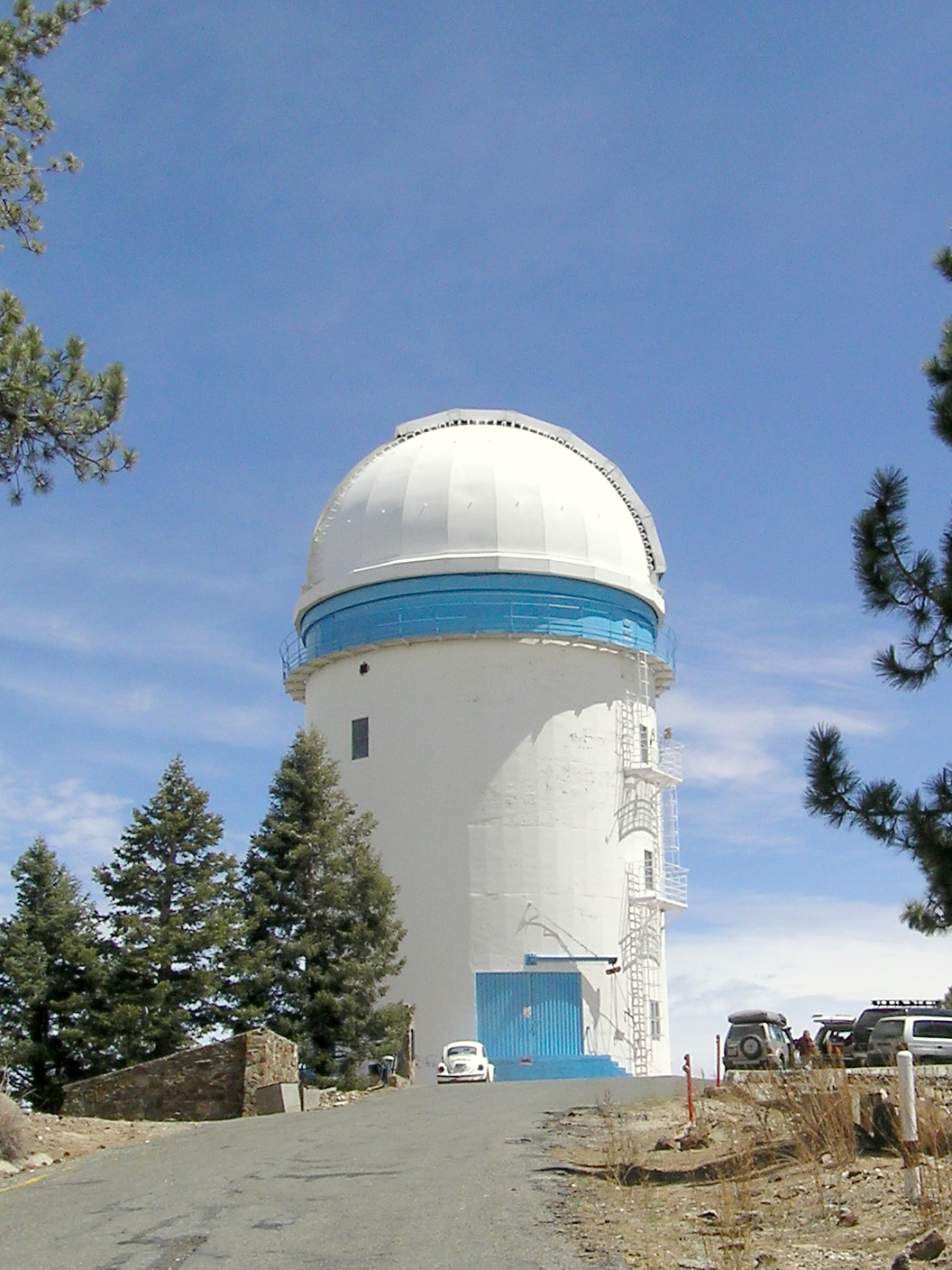
Telescopio del Observatorio de San Pedro Mártir, Baja California.
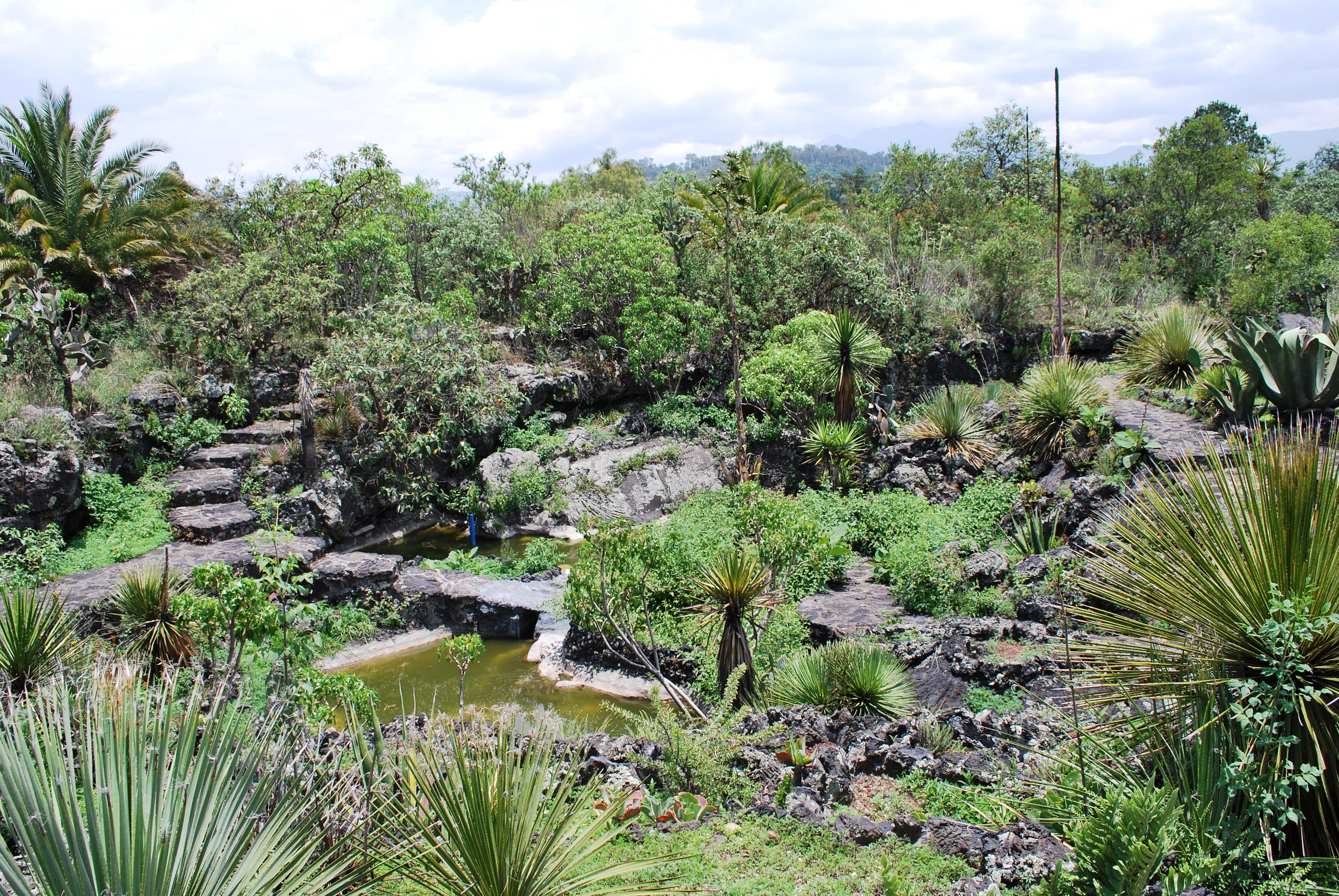
Jardín Botánico del Instituto de Biología.
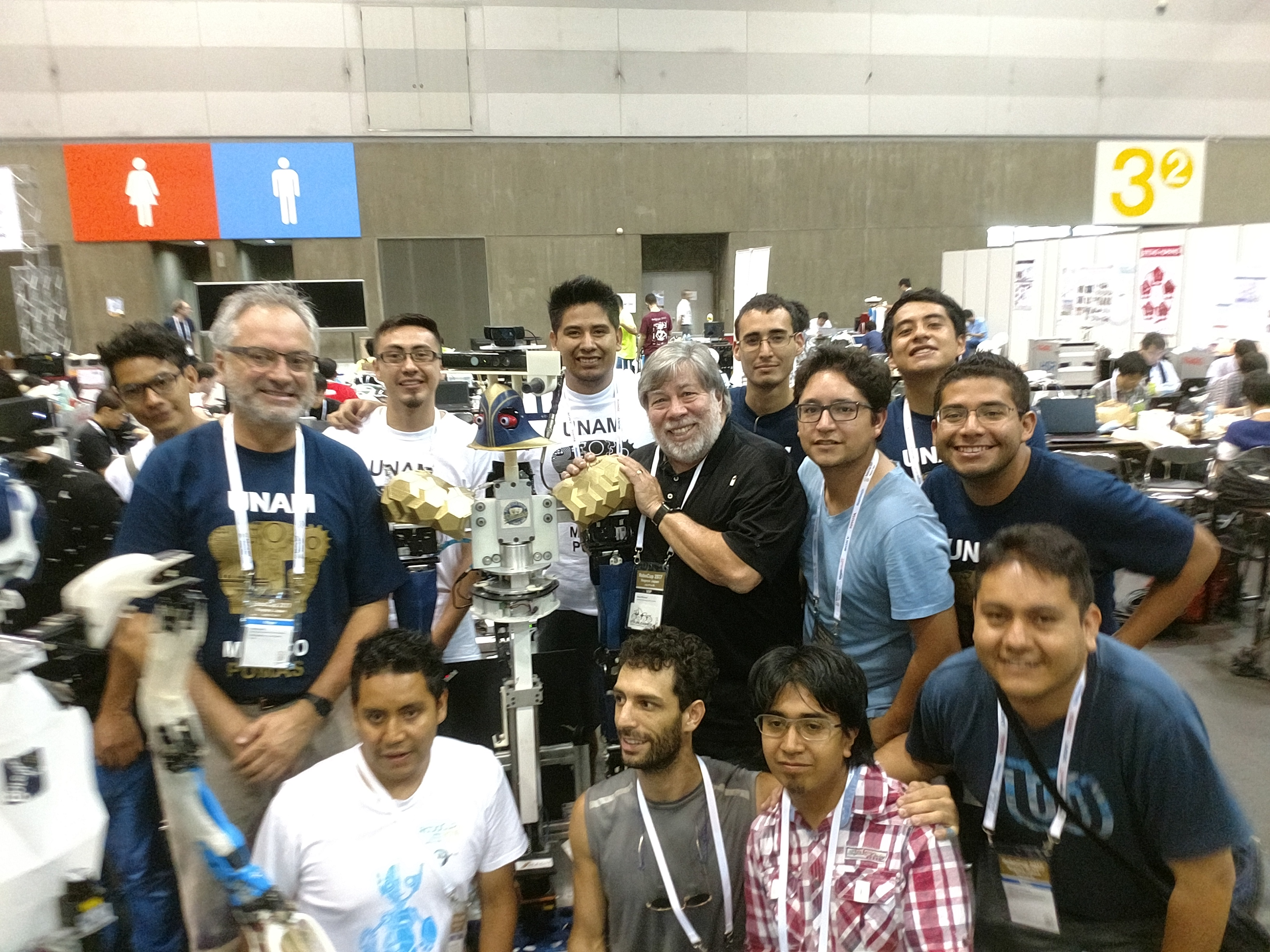
Equipo de Robótica de la UNAM con Steve Wozniak, ganando premios en el Robocup 2017 en Japón.
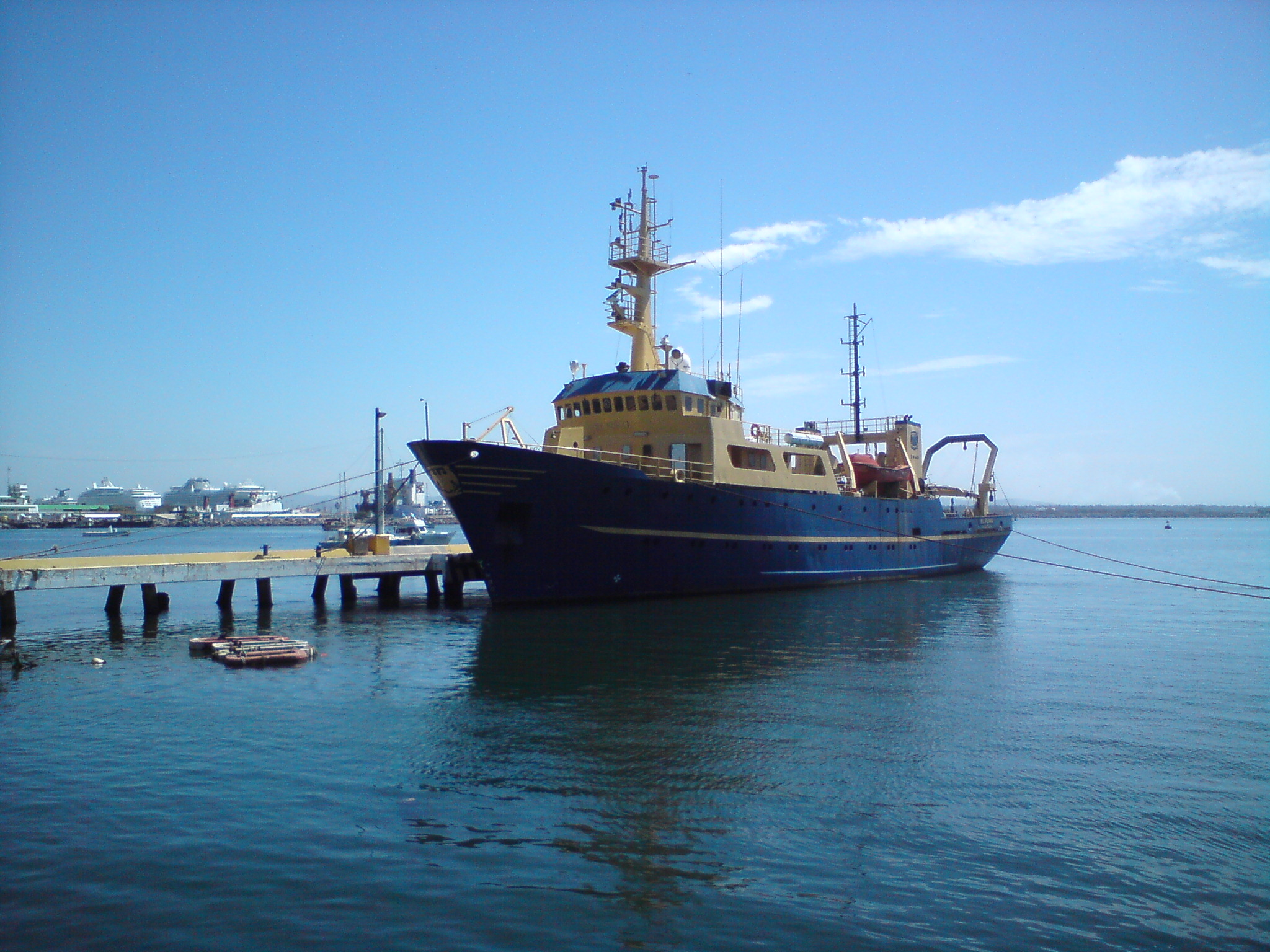
La UNAM cuenta con dos buques para la investigación oceanográfica. En imagen, "El Puma".
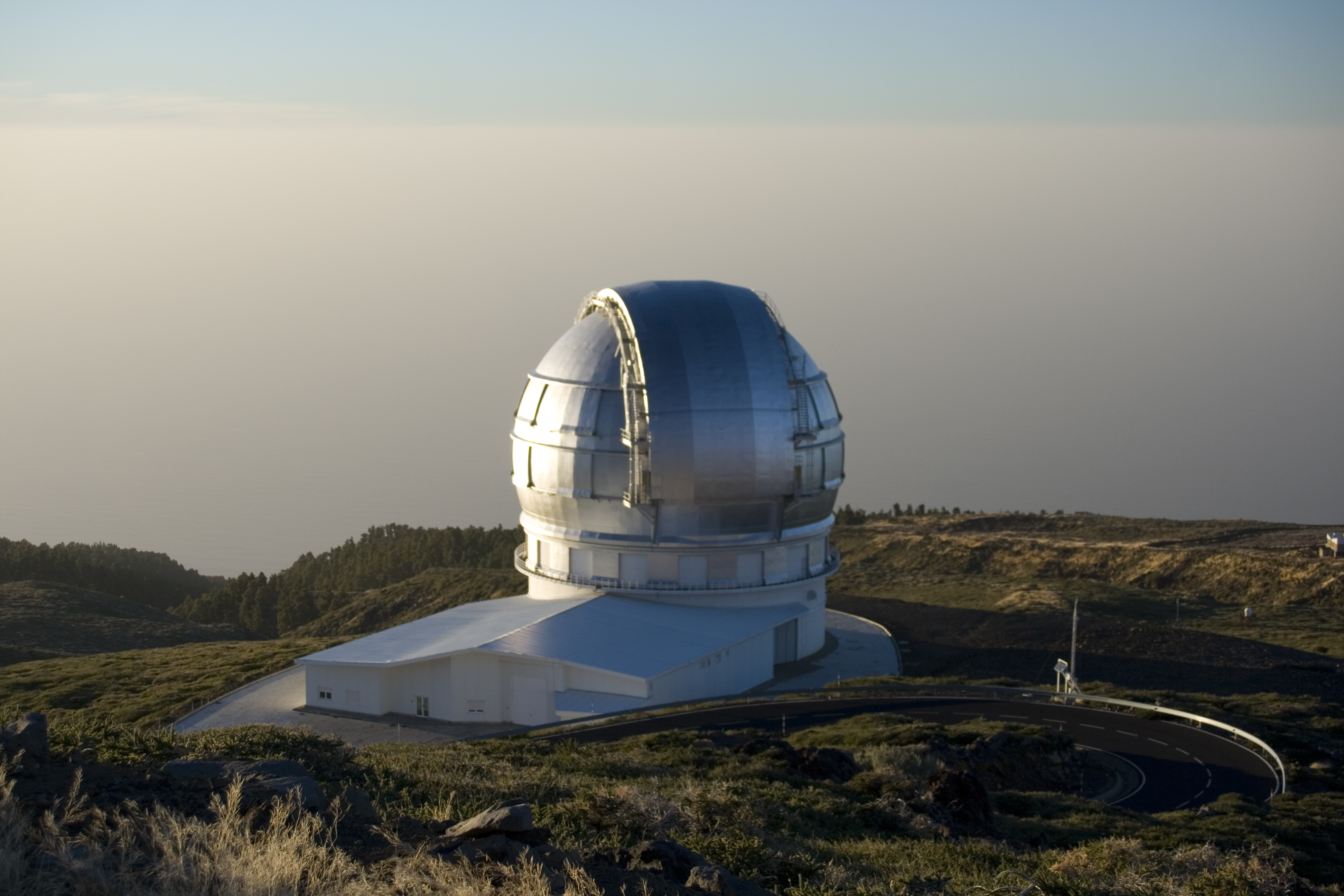
La UNAM es miembro activo y fundador del Gran Telescopio de Canarias; el telescopio óptico más grande del mundo.

Algunos de sus recursos científicos y tecnológicos misceláneos se enumeran a continuación:
- 143 bibliotecas, incluida la Biblioteca Nacional de México
- 2 buques para investigación oceanográfica: "El Puma" (aguas del océano Pacífico y del mar de Cortés) y "Justo Sierra" (aguas del Golfo de México y del Mar Caribe
- Acelerador de partículas subatómicas
- Detector de antimateria a bordo de la Estación Espacial Internacional
- Gran Telescopio Canarias
- Centro Nacional de Prevención de Desastres Naturales
- Ecojardín-UNAM
- 4 reservas de la biosfera: en Ciudad Universitaria, Chamela, los Tuxtlas y Coantepec
- Herbario Nacional
- Jardín Botánico
- Instrumentos de medicina nuclear: PET y TAC
- Ciclotrón y la radiofarmacia, donde se elaboran y procesan radiofármacos[80][81][82]
- Laboratorio Nacional de Imagenología por Resonancia Magnética
- Diversos microscopios electrónicos y microscopios ópticos de alta resolución
- Monitoreo del Volcán Popocatépetl
- Observatorio Astronómico Nacional en San Pedro Mártir (Baja California);
- Servicio Mareográfico Nacional
- Servicio Sismológico Nacional
- Observatorio de Centelleo Interplanetario
- Satélites artificiales puestos en órbita
- Supercomputadoras KanBalam y Miztli
- TV UNAM, canal de televisión
- Radio UNAM, emisora radiofónica

Para el desarrollo de sus labores de investigación que le confiere su ley orgánica, la universidad ha creado dos grandes coordinaciones que divide la investigación a la usanza anglosajona: ciencias y humanidades. Así, la Coordinación de Investigación Científica de la UNAM conduce las actividades de los institutos, centros y programa de ciencias. Lo mismo hace en el campo de las humanidades la Coordinación de Humanidades de la UNAM. Ambas coordinaciones cuentan con órganos colegiados que son su máxima autoridad (Consejo Técnico de la Investigación Científica y Consejo Técnico de Humanidades) y cada coordinación es dirigida por un coordinador designado por acuerdo del rector. Por su madurez y productividad, estas entidades de investigación se dividen en centros e institutos. Los centros son organizaciones menores, usualmente de creación más reciente; mientras que los institutos ostentan ser proyectos consolidados. Un centro puede llegar a convertirse en instituto; como ha pasado con el Instituto de Biotecnología, el Instituto de Ecología y el Instituto de Neurobiología, entre otros.
| Nombre                                                             | Ubicación            | Imagen |
| ------------------------------------------------------------------ | -------------------- | ------ |
| Instituto de Investigaciones Antropológicas                        | Ciudad Universitaria |        |
| Instituto de Investigaciones Bibliotecológicas y de la Información | Ciudad Universitaria |        |
| Instituto de Investigaciones Bibliográficas                        | Ciudad Universitaria |        |
| Instituto de Investigaciones Económicas                            | Ciudad Universitaria |        |
| Instituto de Investigaciones Estéticas                             | Ciudad Universitaria |        |
| Instituto de Investigaciones Filológicas                           | Ciudad Universitaria |        |
| Instituto de Investigaciones Filosóficas                           | Ciudad Universitaria |        |
| Instituto de Investigaciones Históricas                            | Ciudad Universitaria |        |
| Instituto de Investigaciones Jurídicas                             | Ciudad Universitaria |        |
| Instituto de Investigaciones Sociales                              | Ciudad Universitaria |        |
| Instituto de Investigaciones sobre la Universidad y la Educación   | Ciudad Universitaria |        |

| Nombre                                                                      | Ubicación | Imagen |
| --------------------------------------------------------------------------- | --- | ------ |
| Instituto de Astronomía (IA)                                                | Ciudad Universitaria San Pedro Mártir, Ensenada, Baja California Tonantzintla, San Andrés Cholula, Puebla Islas Canarias, España |        |
| Instituto de Biología (IB)                                                  | Ciudad Universitaria Chamela, La Huerta, Jalisco Los Tuxtlas, San Andrés Tuxla, Veracruz                                         |        |
| Instituto de Biotecnología (IBt)                                            | Campus Cuernavaca, Morelos |        |
| Instituto de Ciencias Aplicadas y Tecnología (ICAT)                         | Ciudad Universitaria |        |
| Instituto de Ciencias del Mar y Limnología (ICMyL)                          | Ciudad Universitaria Mazatlán, Sinaloa Puerto Morelos, Quintana Roo Ciudad del Carmen, Campeche                                  |        |
| Instituto de Ciencias Físicas (ICF)                                         | Campus Cuernavaca, Morelos |        |
| Instituto de Ciencias Nucleares (ICN)                                       | Ciudad Universitaria |        |
| Instituto de Ecología                                                       | Ciudad Universitaria Campus Mérida, Yucatán                                                                                      |        |
| Instituto de Energías Renovables (IER)                                      | Temixco, Morelos |        |
| Instituto de Física (IF)                                                    | Ciudad Universitaria |        |
| Instituto de Fisiología Celular (IFC)                                       | Ciudad Universitaria |        |
| Instituto de Geociencias (IGc)                                              | Campus Juriquilla, Querétaro, Querétaro                                                                                          |        |
| Instituto de Geofísica (IGEF)                                               | Ciudad Universitaria |        |
| Instituto de Geografía (IGg)                                                | Ciudad Universitaria |        |
| Instituto de Geología (IGL)                                                 | Ciudad Universitaria |        |
| Instituto de Ingeniería (II)                                                | Ciudad Universitaria Campus Juriquilla, Quererétaro, Querétaro Campus Sisal, Hunucmá, Yucatán                                    |        |
| Instituto de Investigaciones Biomédicas (IIB)                               | Ciudad Universitaria |        |
| Instituto de Investigaciones en Ecosistemas y Sustentabilidad (IIES)        | Campus Morelia, Michoacán |        |
| Instituto de Investigaciones en Matemáticas Aplicadas y en Sistemas (IIMAS) | Ciudad Universitaria Campus Mérida, Yucatán                                                                                      |        |
| Instituto de Investigaciones en Materiales (IIM)                            | Ciudad Universitaria |        |
| Instituto de Matemáticas (IM)                                               | Ciudad Universitaria Oaxaca, Oaxaca Campus Cuernavaca, Morelos Campus Juriquilla, Querétaro, Querétaro                           |        |
| Instituto de Neurobiología (INB)                                            | Campus Juriquilla, Querétaro, Querétaro                                                                                          |        |
| Instituto de Química (IQ)                                                   | Ciudad Universitaria |        |

| Nombre                                                  | Ubicación                               | Imagen |
| ------------------------------------------------------- | --------------------------------------- | ------ |
| Centro de Ciencias de la Atmósfera (CCA)                | Ciudad Universitaria                    |        |
| Centro de Nanociencias y Nanotecnología (CCyN)          | Ensenada, Baja California               |        |
| Centro de Ciencias Genómicas (CCG)                      | Campus Cuernavaca, Morelos              |        |
| Centro de Ciencias Matemáticas (CCM)                    | Campus Morelia, Michoacán               |        |
| Centro de Física Aplicada y Tecnología Avanzada (CFATA) | Campus Juriquilla, Querétaro, Querétaro |        |
| Centro de Investigaciones en Geografía Ambiental (CIGA) | Campus Morelia, Michoacán               |        |
| Centro de Radioastronomía y Astrofísica (CRyA)          | Campus Morelia, Michoacán               |        |
| Centro de Ciencias de la Complejidad (CCC)              | Ciudad Universitaria                    |        |

| Nombre                                                                        | Ubicación                           | Imagen |
| ----------------------------------------------------------------------------- | ----------------------------------- | ------ |
| Centro de Investigaciones sobre América del Norte (CISAN)                     | Ciudad Universitaria                |        |
| Centro de Investigaciones sobre América Latina y el Caribe                    | Ciudad Universitaria                |        |
| Centro de Investigaciones Interdisciplinarias en Ciencias y Humanidades       | Ciudad Universitaria                |        |
| Centro Peninsular en Humanidades y Ciencias Sociales                          | Mérida, Yucatán                     |        |
| Centro Regional de Investigaciones Multidisciplinarias (CRIM)                 | Campus Cuernavaca, Morelos          |        |
| Centro de Investigaciones Multidisciplinarias sobre Chiapas y la Frontera Sur | San Cristóbal de las Casas, Chiapas |        |
| Centro de Investigaciones y Estudios de Género                                | Ciudad Universitaria                |        |
| Centro de Enseñanza para Extranjeros (CEPE)                                   | Ciudad Universitaria                |        |

Además de administrar los centros e institutos, las coordinaciones de investigación llevan a cabo programas universitarios con distintos fines de difusión y desarrollo en áreas de interés para la universidad. 
Coordinación de la Investigación Científica
- Programa Espacial Universitario (PEU)
- Programa de Investigación en Cambio Climático (PINCC)
- Programa Universitario de Alimentos (PUAL)
- Programa Universitario de Estrategias para la Sustentabilidad (PUES)
- Programa Universitario de Investigación en Salud (PUIS)

Coordinación de la Investigación en Humanidades
- Programa Universitario de Bioética
- Programa Universitario de Estudios del Desarrollo
- Programa Universitario de Estudios sobre la Ciudad
- Programa Universitario de Diversidad Cultural e Interculticultural
- Programa Universitario de Derechos Humanos
- Programa Universitario de Estudios del Desarrollo
- Programa Universitario de Estudios sobre Asia y África.[78]

## Museos
La UNAM cuenta con un vasto número de museos que cubren aspectos tecnológicos, culturales, históricos y de divulgación de la ciencia:
- Academia de San Carlos
- Antigua Escuela de Economía
- Antigua Escuela de Jurisprudencia (Ex Convento de Santa Catalina de Siena).
- Antigua Escuela de Medicina Veterinaria (Fundación San Jacinto)
- Antiguo Colegio de San Ildefonso
- Antiguo Templo de San Agustín
- Antiguo Templo de San Pedro y San Pablo
- Casa de las Humanidades
- Casa del Lago Juan José Arreola
- Casa de los Mascarones
- Casa Universitaria del Libro
- Centro Cultural Universitario Tlatelolco
- M68 Memorial del 68 y Movimientos Sociales
- Memorial del 68
- Edificio de la Real y Pontificia Universidad de México
- Museo de Geología
- Museo de la Luz
- Museo de la Mujer
- Museo de las Ciencias (Universum)
- Museo de Paleontología
- Museo de Zoología
- Museo Experimental El Eco
- Museo Universitario Arte Contemporáneo (MUAC)
- Museo Universitario de Ciencias y Artes (MUCA)
- Museo Universitario de Ciencias y Artes (MUCA) Roma
- Museo Universitario del Chopo (incluye exposiciones en algunas estaciones del Metro)
- Museo Virtual de la Cosmogonía Antigua Mexicana[84]
- Museo Virtual del Patrimonio Cultural de la UNAM (en diseño)[85]
- Palacio de la Autonomía (Ex Convento de Santa Teresa la Antigua, Ex Palacio de Odontología)
- Palacio de Medicina
- Palacio de Minería
- Salón Cinematográfico Fósforo
- Teatro de Santa Catarina

El Centro Cultural Universitario, conformado a su vez por:
- Biblioteca Nacional de México
- Espacio Escultórico
- Foro Sor Juana Inés de la Cruz
- Librería Julio Torri
- Paseo de las Esculturas
- Sala Carlos Chávez
- Sala José Revueltas
- Sala Julio Bracho
- Sala Miguel Covarrubias
- Sala Nezahualcóyotl
- Teatro Juan Ruiz de Alarcón

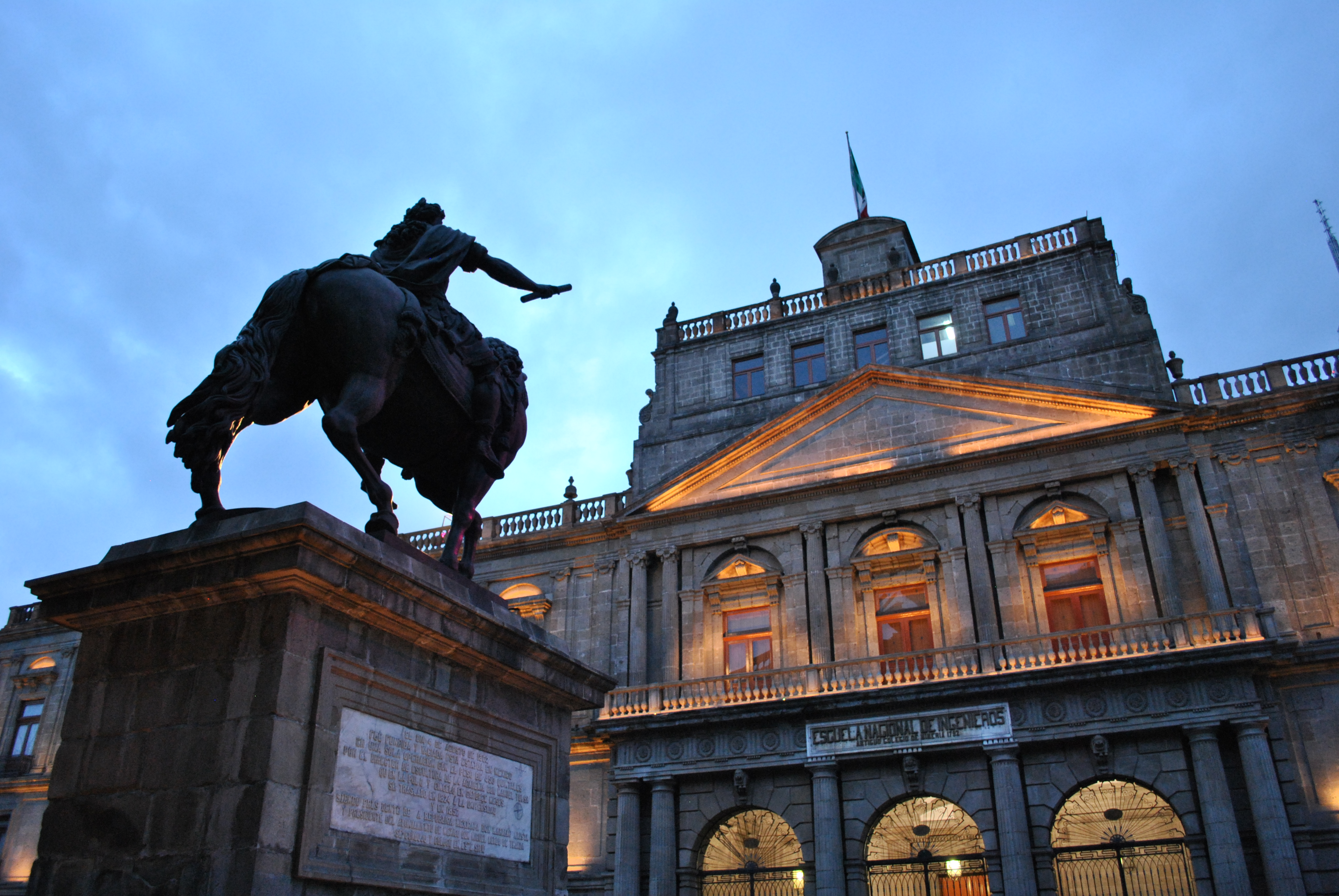
Palacio de Minería.
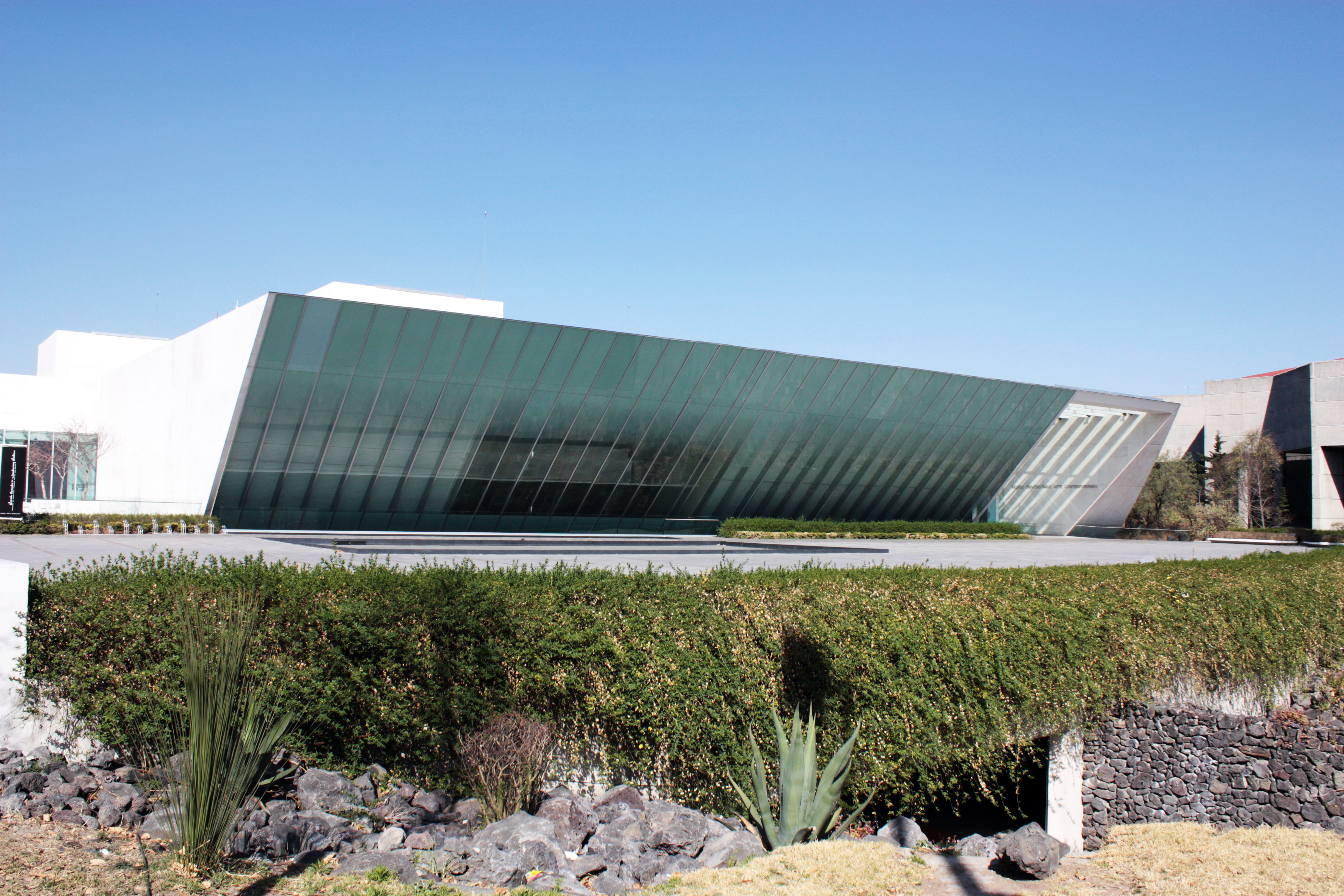
Museo Universitario de Arte Contemporáneo.
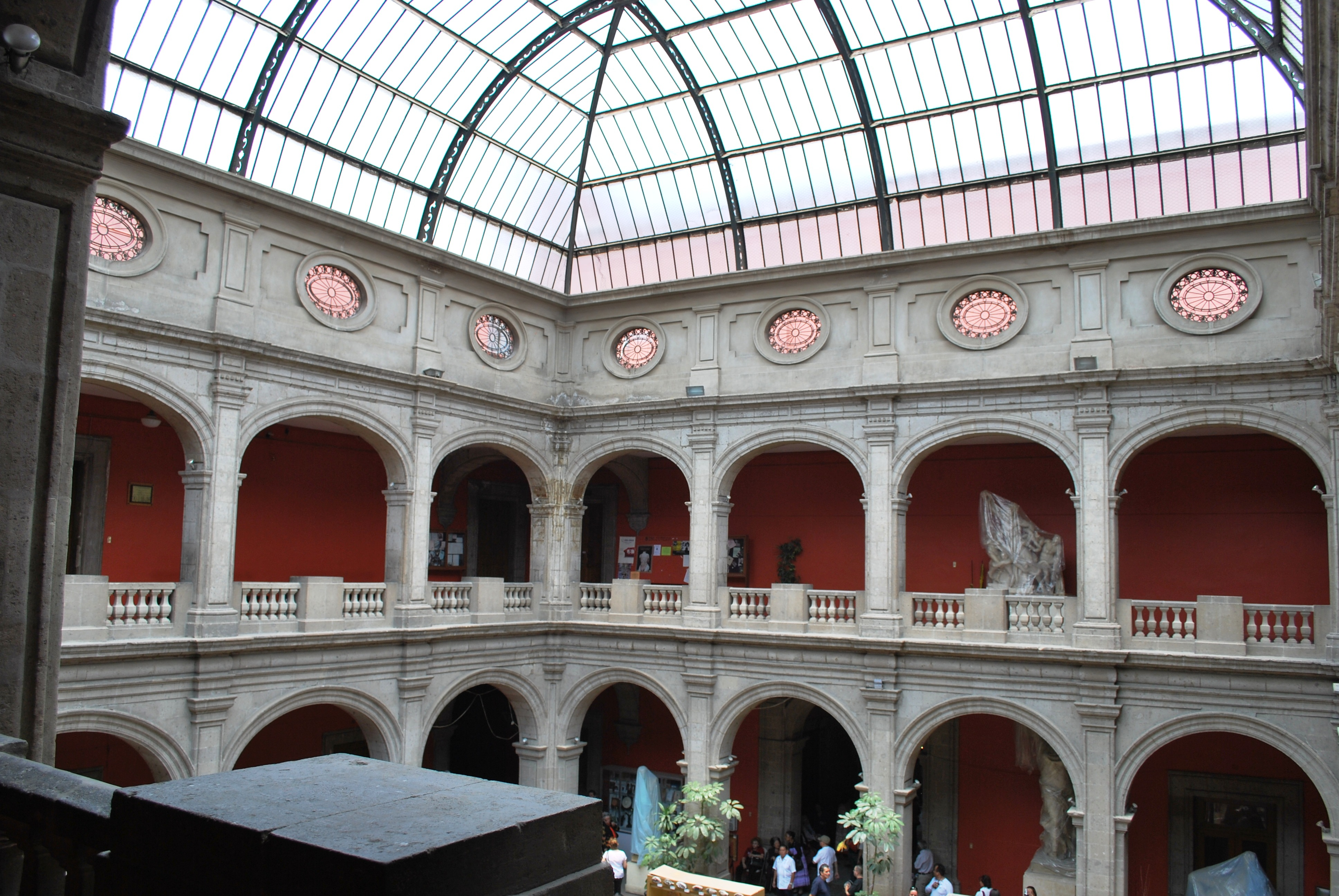
Academia de San Carlos.
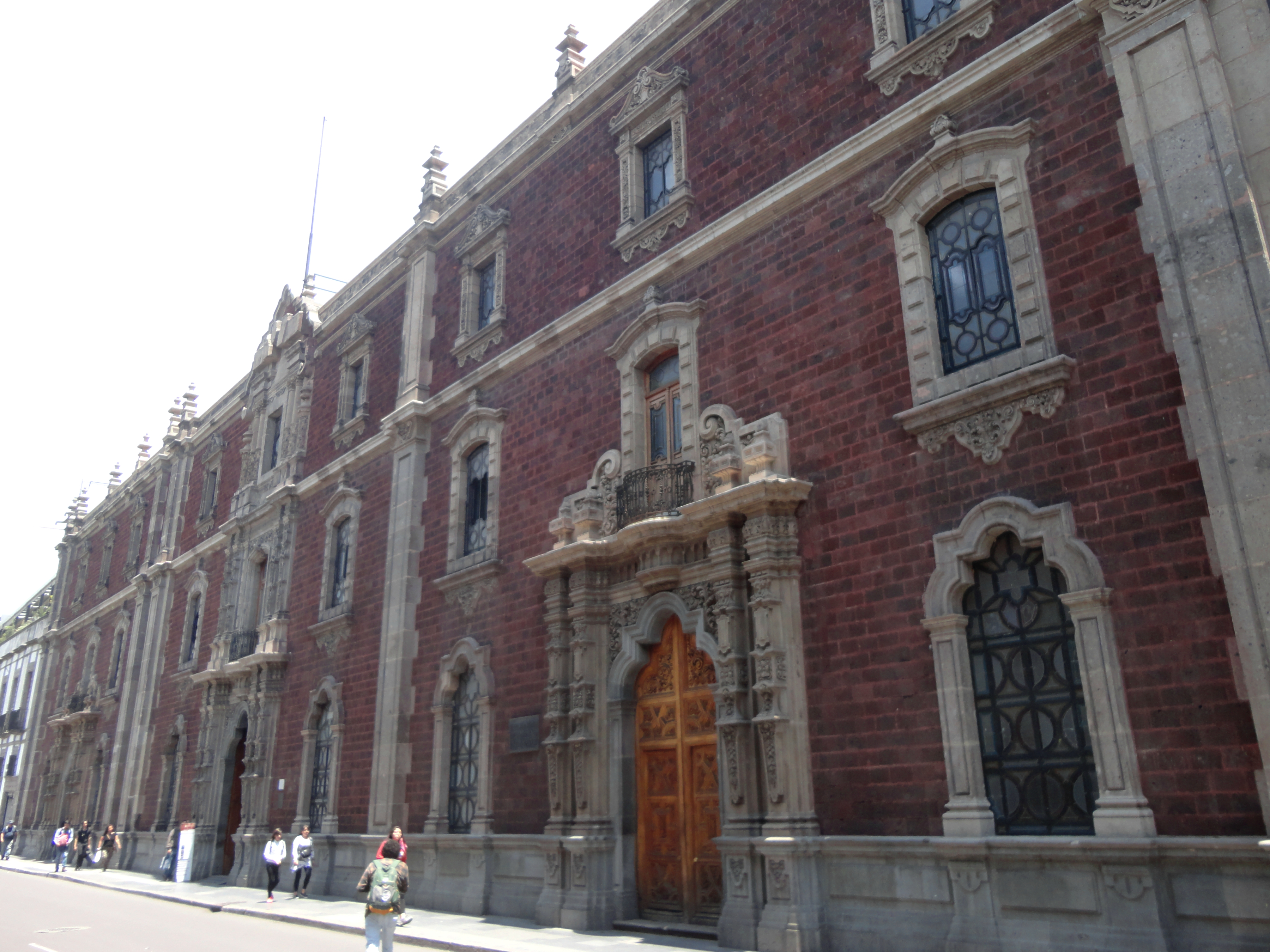
Antiguo Colegio de San Ildefonso.
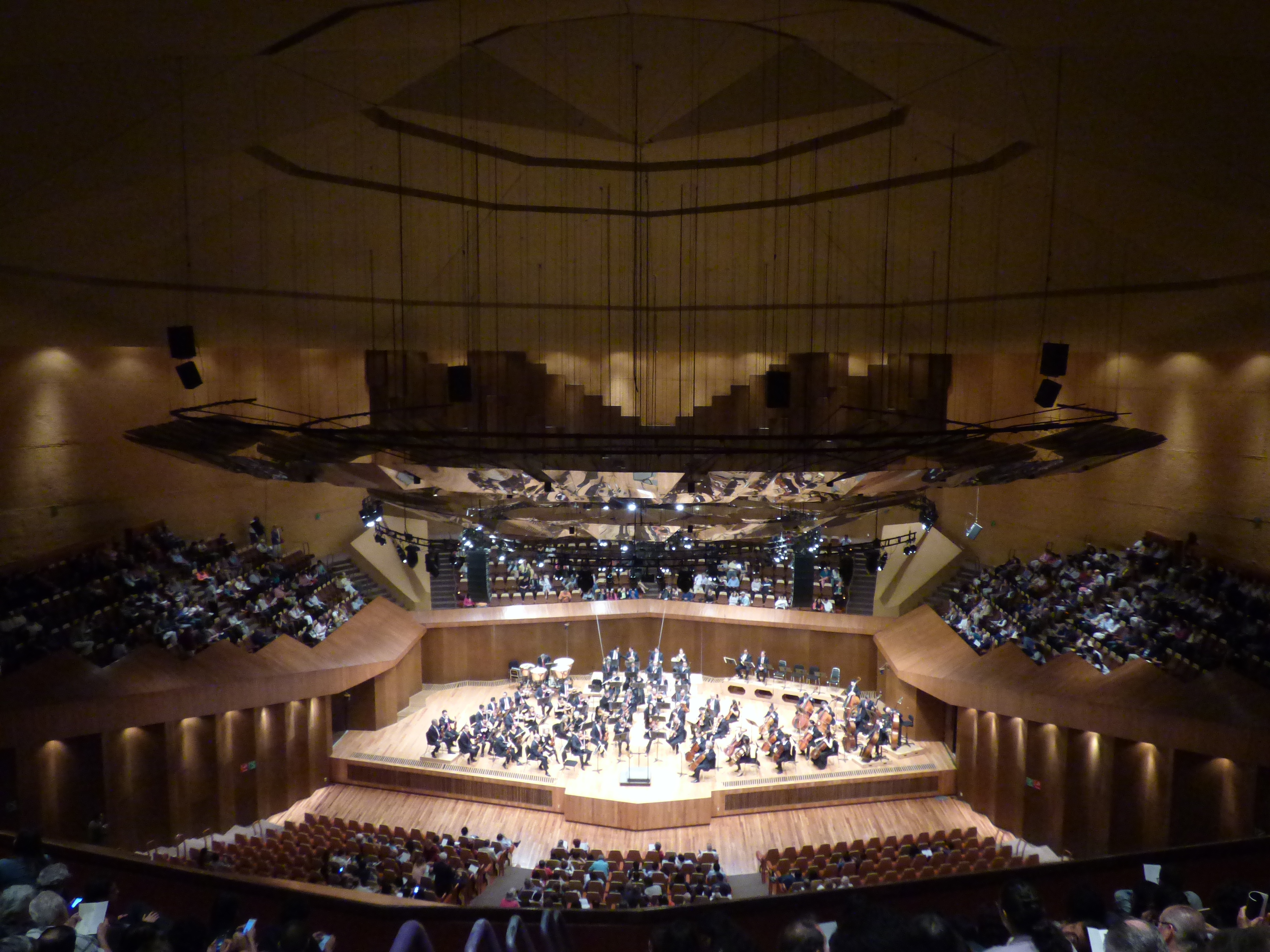
Orquesta Filarmónica de la UNAM (OFUNAM), en concierto en la Sala Nezahualcóyotl.
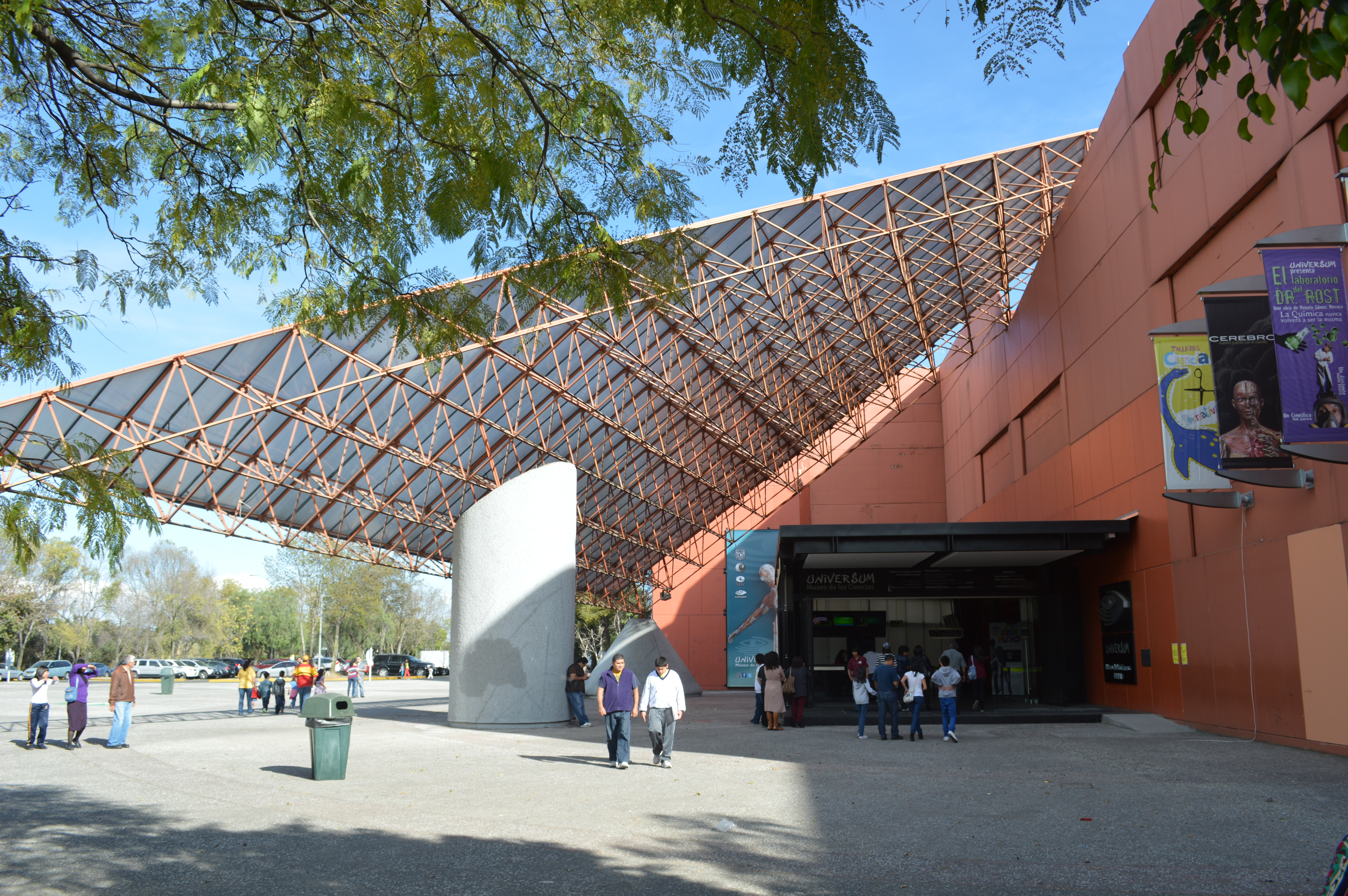
Universum, museo de ciencia.

## Arte y cultura
- Ballet Folklórico de la UNAM
- Filmoteca de la UNAM
- Orquesta Filarmónica de la UNAM (OFUNAM)
- Orquesta Sinfónica de Minería
- Orquesta Juvenil Universitaria Eduardo Mata
- Orquesta Sinfónica de la Escuela Nacional de Música
- Taller Coreográfico de la UNAM
- Sitio web Descarga Cultura UNAM[86][87]

## Deporte
Sede de los Juegos Olímpicos de verano de 1968, la UNAM cuenta además con diferentes disciplinas deportivas, y los estudiantes gozan de beneficios por el uso de instalaciones, competencias deportivas a nivel nacional e internacional. Se ofertan más de 40 actividades deportivas y diversos estudiantes de la UNAM han participado en juegos centroamericanos, juegos olímpicos y campeonatos mundiales.[cita requerida]. No menos importante, en el escenario deportivo mexicano la UNAM es conocida por sus equipos de primera división de fútbol soccer (los Pumas de la UNAM) y de fútbol americano (Pumas CU de la UNAM, Pumas Acatlán de la UNAM).

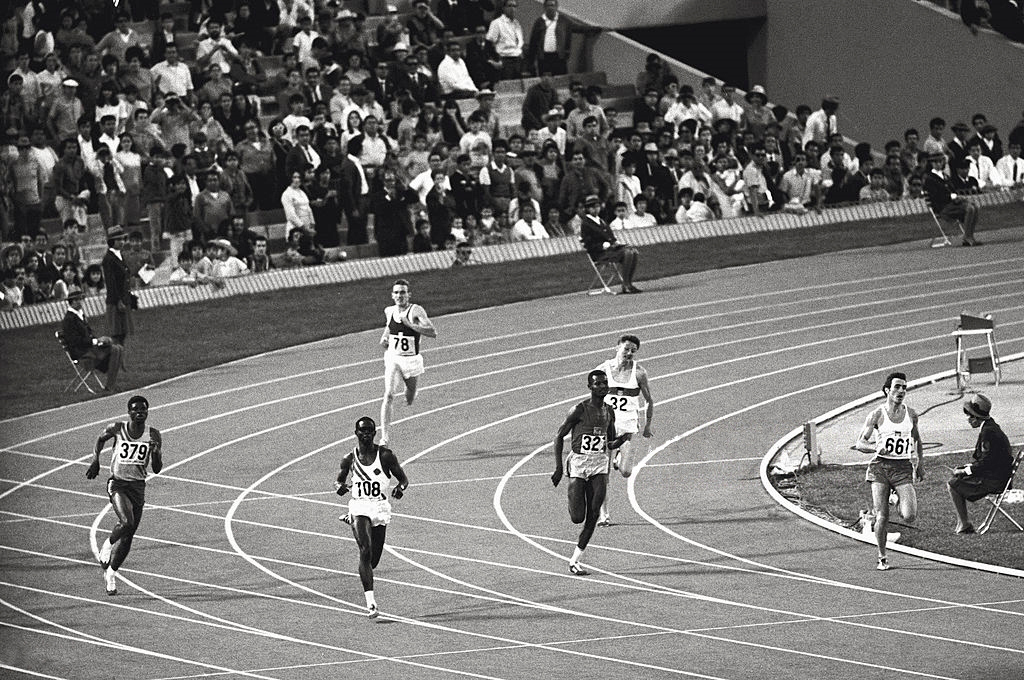
Semifinal de 400m de los Juegos Olímpicos de México 1968.
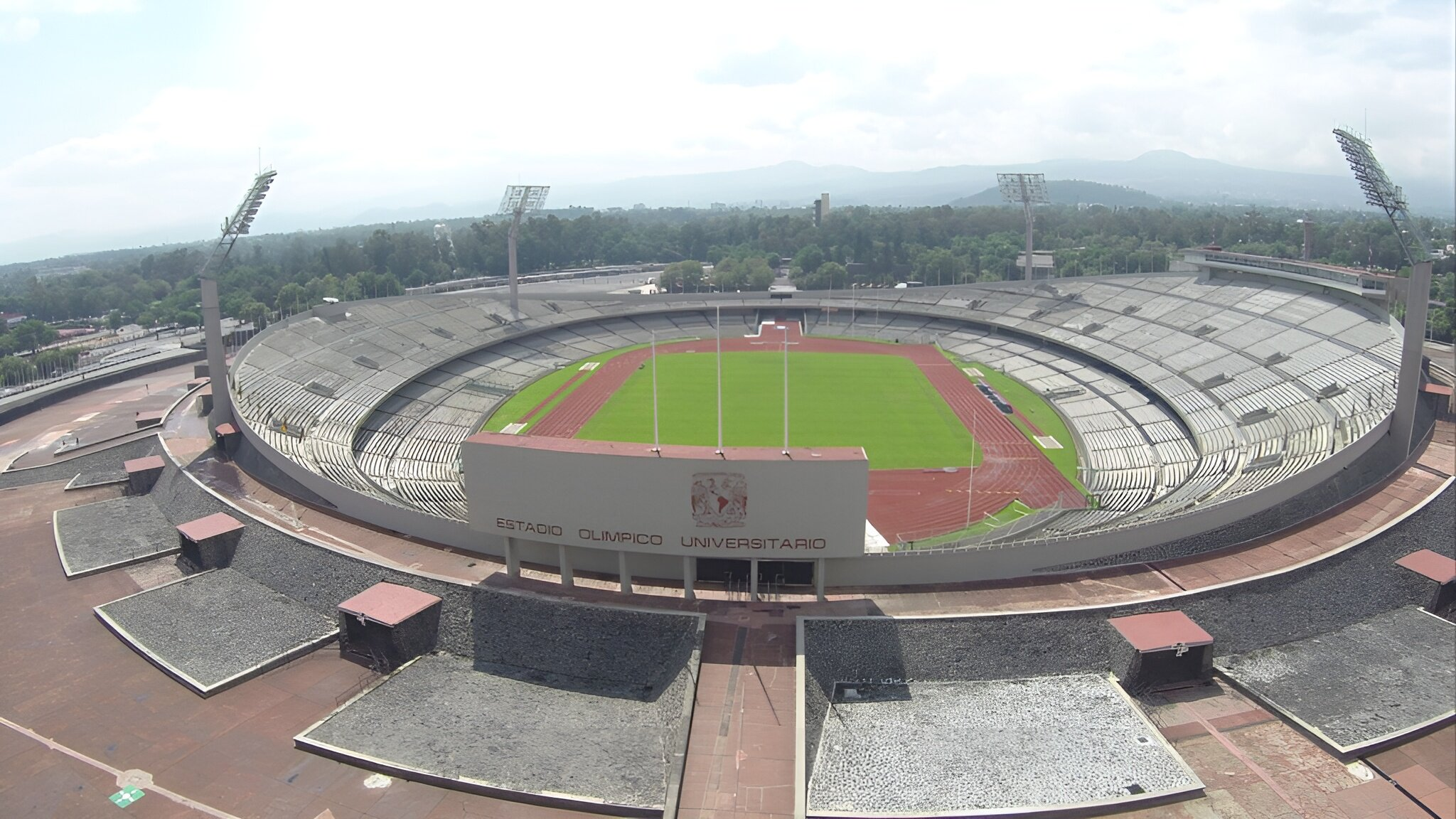
Estadio olímpico universitario, sede de los Juegos Olímpicos de verano de 1968. Es el segundo estadio más grande de México.
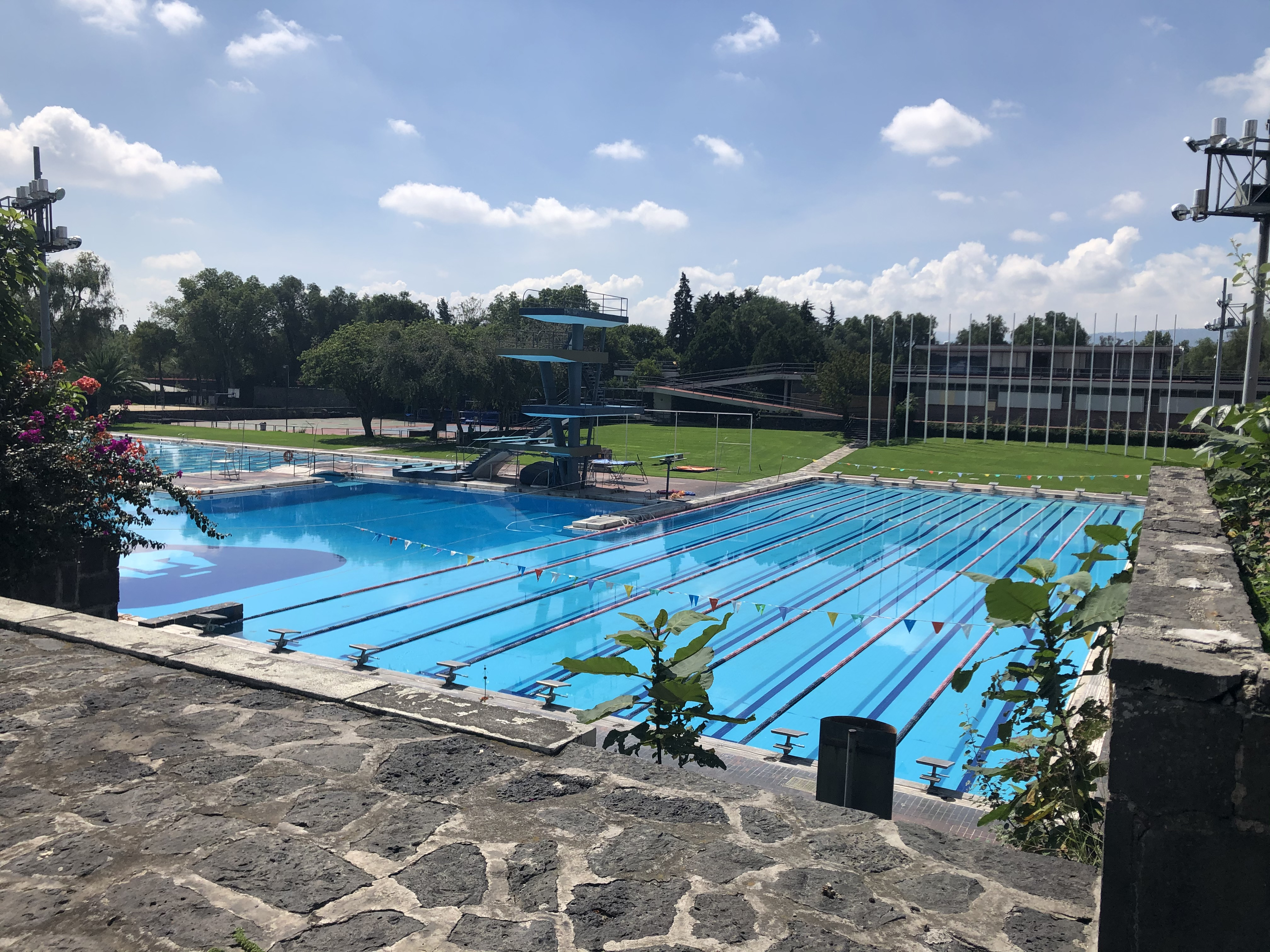
Alberca olímpica de Ciudad Universitaria.
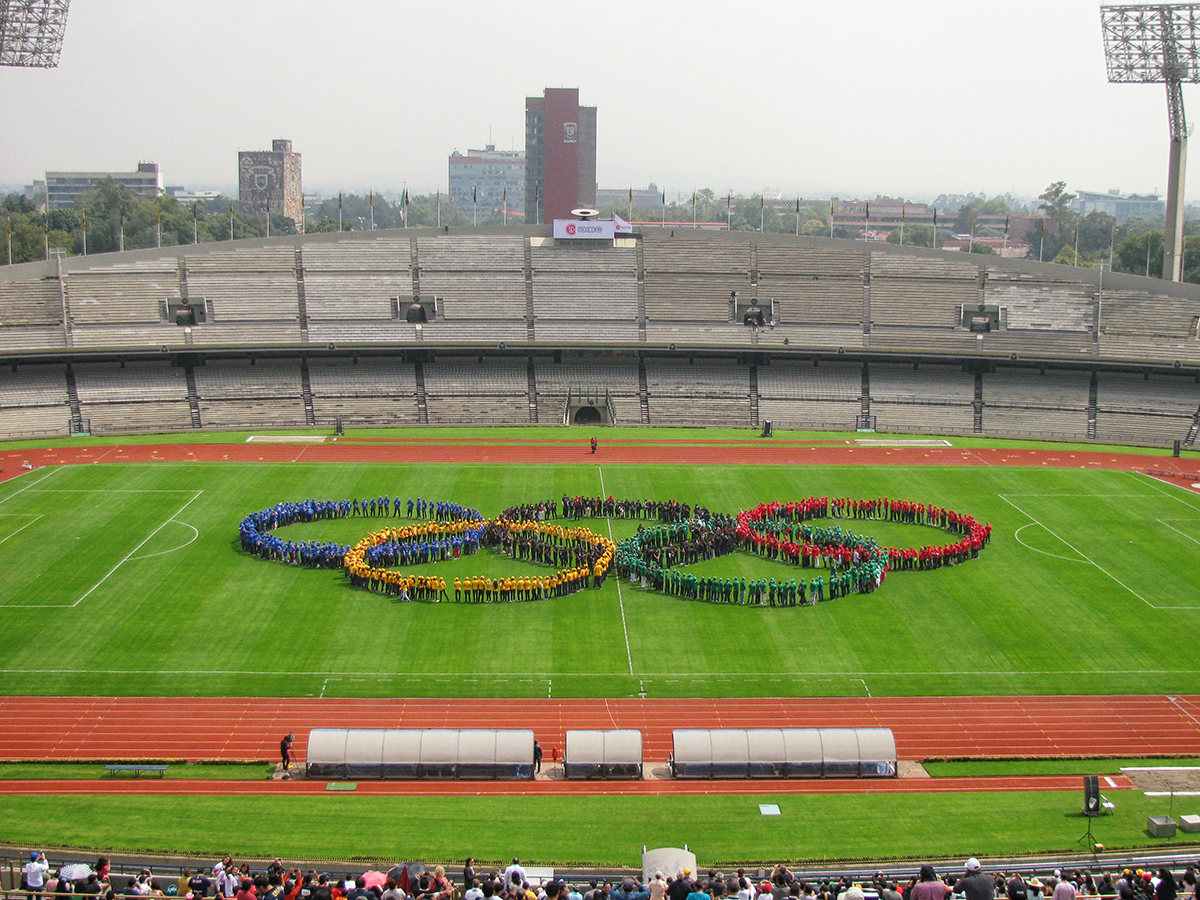
Conmemoración durante el 50 aniversario de los Juegos Olímpicos.
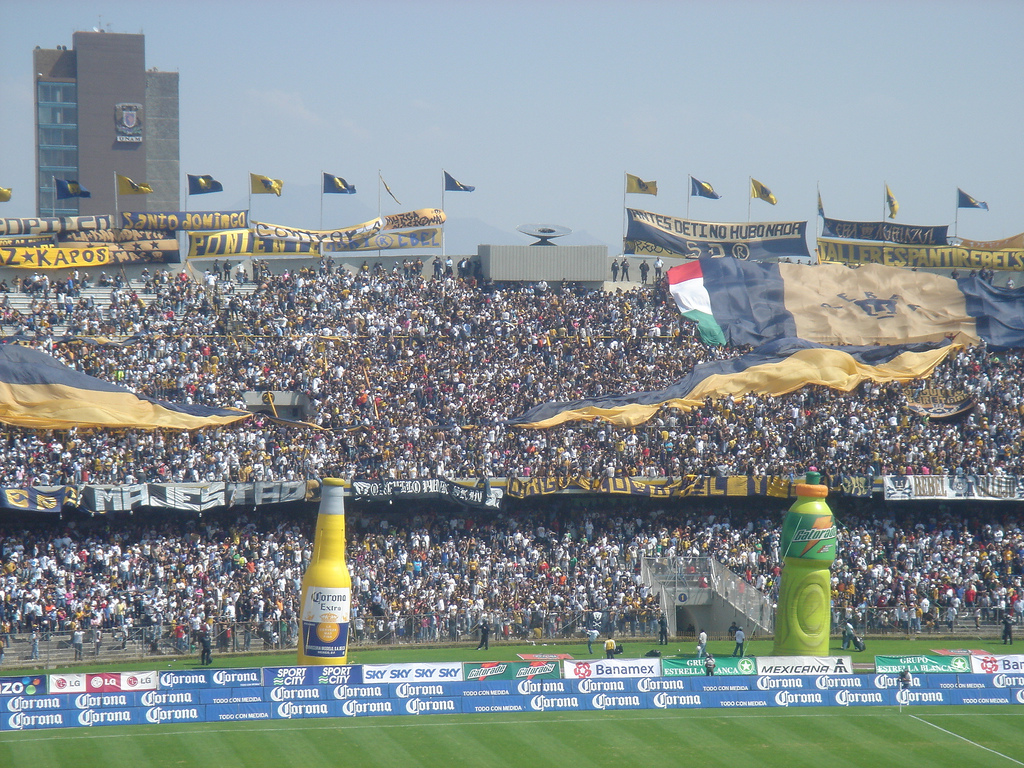
Afición del equipo de fútbol Club Universidad Nacional (los Pumas de la UNAM).
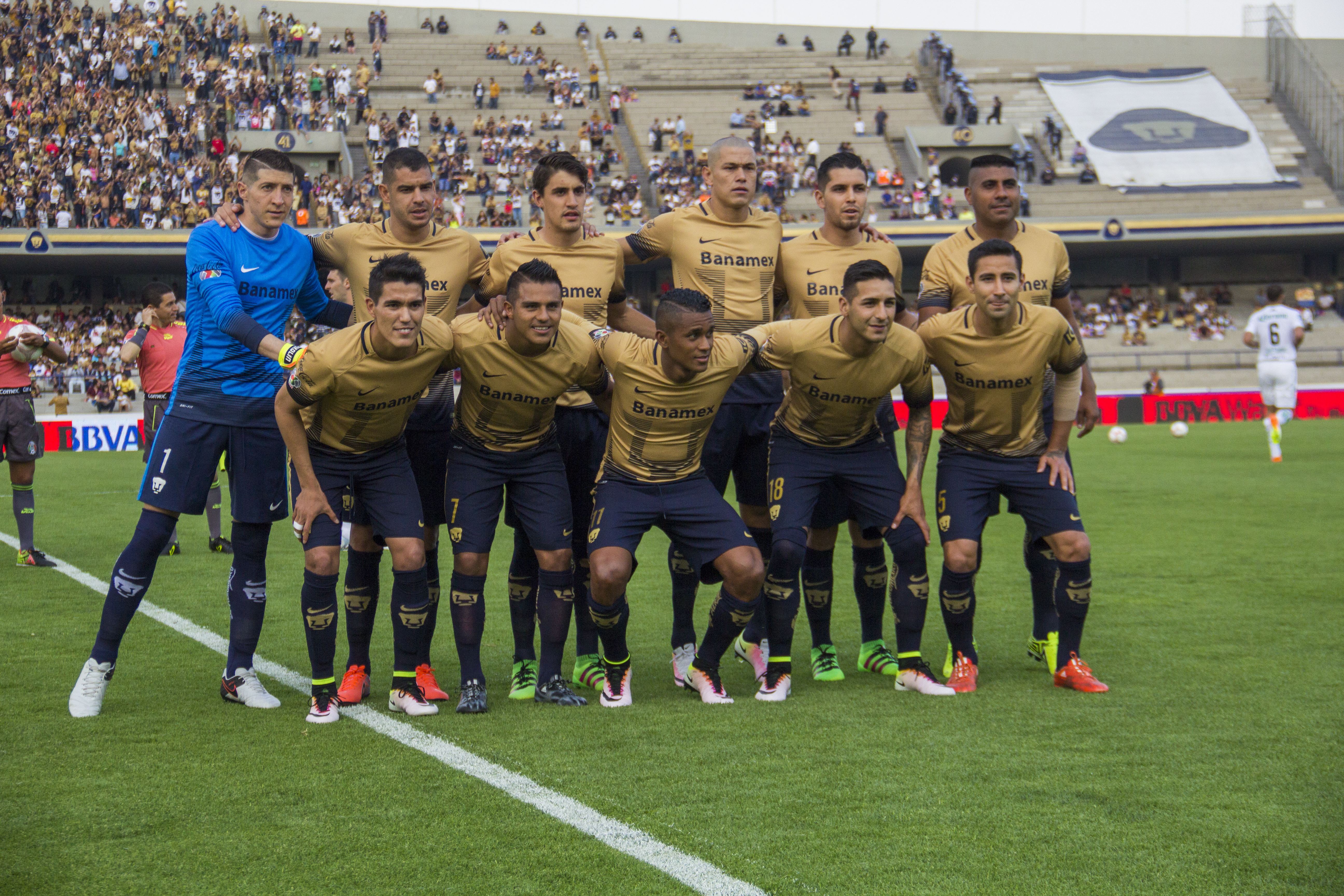
Equipo de fútbol Club Universidad Nacional (los Pumas de la UNAM).

## Organización y administración

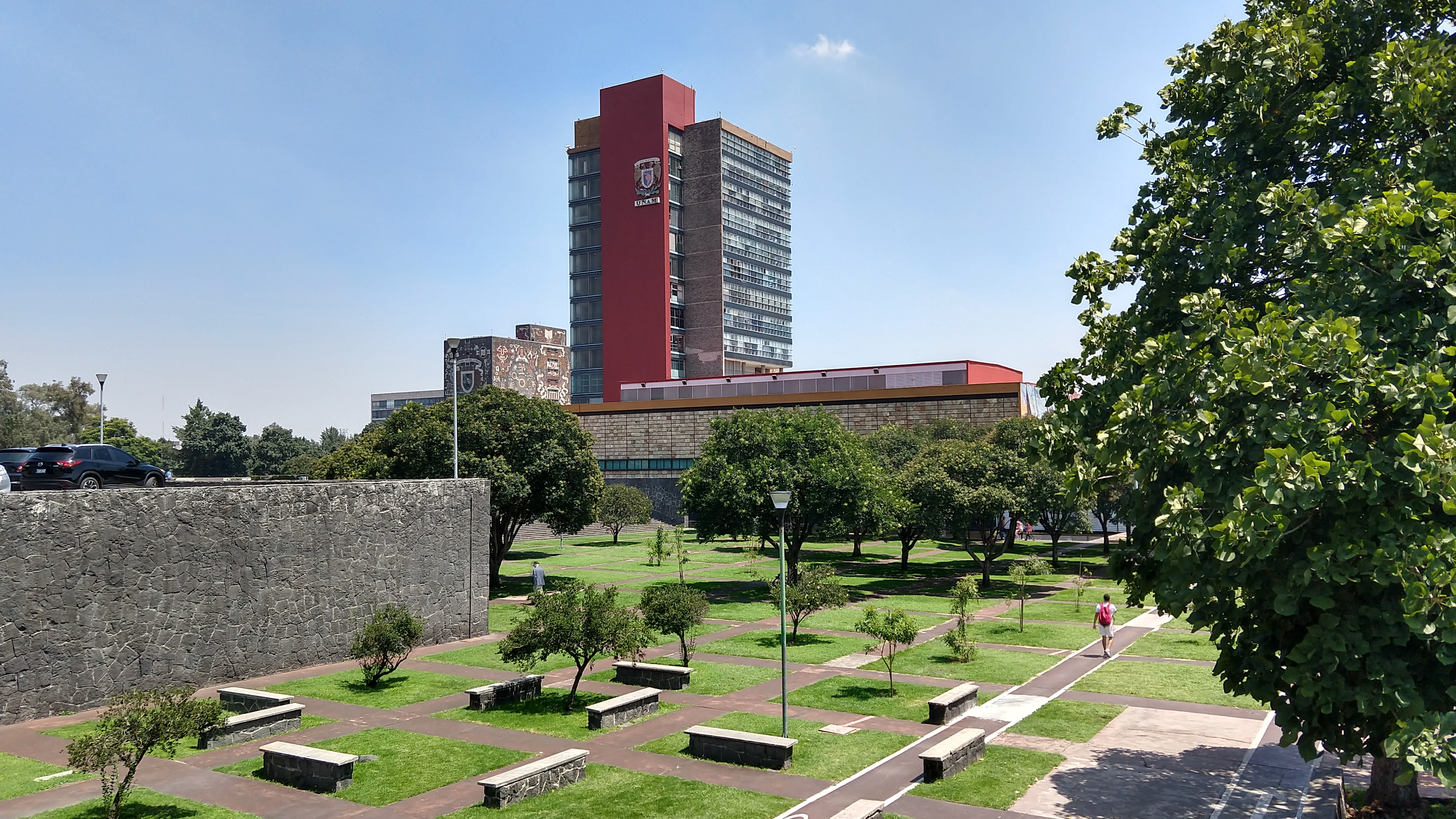
Rectoría de la UNAM, en Ciudad Universitaria.

La Universidad tiene tres funciones principales: la docencia, la investigación y la difusión de la cultura. Por ello se organiza, para el desarrollo de estas dos últimas actividades, en tres coordinaciones: la Coordinación de Investigación Científica de la UNAM, la Coordinación de Humanidades de la UNAM y la Coordinación de Difusión Cultural de la UNAM. Adicionalmente, por acuerdo del rector Enrique Graue Wiechers, se creó en marzo de 2020 la Coordinación para la Igualdad de Género de la UNAM.
Por su parte la enseñanza en la UNAM está a cargo de sus diversas escuelas y facultades. Es conveniente recalcar que a pesar de las divisiones administrativas, se llevan proyectos de investigación en las escuelas y facultades, así como también se llevan a cabo docencia en los institutos y centros de investigación. Incluso hay proyectos transinstitucionales y multidisciplinarios que abarcan diversas áreas del conocimiento y en las cuales participan más de una dependencia, ya sea de la UNAM o de otras instituciones nacionales e internacionales.
La estructura orgánica de la UNAM incluye las siguientes autoridades universitarias:
- Patronato Universitario
  - Tesorería
  - Contraloría
- Junta de Gobierno
- Consejo Universitario
  - Rector (subordinado tanto a la Junta de Gobierno como al Consejo Universitario)
    - Colegio de directores
    - Consejo de planeación
    - Consejos académicos
    - Consejo asesor de cómputo
    - Consejo de estudios de posgrado
    - Dirección general de comunicación social
    - Abogado general
    - Secretaría de atención a la comunidad universitaria
    - Secretaría de desarrollo institucional
    - Secretaría administrativa
    - Secretaría general
    - Varias entidades académicas (coordinación de difusión cultural, institutos de humanidades, coordinación de humanidades, institutos de investigación científica, coordinación de la investigación científica, escuelas, facultades)

### Junta de Gobierno
Está conformada por 15 personas. Corresponde al Consejo Universitario elegir a los miembros de la Junta (cada año se elegirá a un miembro que sustituya al de más antigua designación, en caso de renuncia de un miembro corresponde a los miembros restantes de la Junta designar al sustituto). El cargo de miembro de la Junta de Gobierno es honorario.
Corresponde a la Junta de Gobierno: nombrar al Rector; nombrar a los directores de facultades, escuelas e institutos; nombrar a los miembros del Patronato Universitario; resolver conflictos entre las autoridades Universitarias; resolver cuando el Rector vete acuerdos del Consejo Universitario; y expedir su propio Reglamento.
Hasta agosto de 2024, los miembros de la Junta de Gobierno son:
| Miembro                         | Fecha de designación    |
| ------------------------------- | ----------------------- |
| Juan Alberto Adam Siade         | 15 de agosto de 2018    |
| Rafael Lira Saade               | 15 de agosto de 2018    |
| Ana Rosa Barahona Echeverría    | 28 de enero de 2019     |
| Rocío Jáuregui Renaud           | 12 de febrero de 2019   |
| Jorge Cadena Roa                | 27 de marzo de 2019     |
| Luz de Teresa                   | 7 de agosto de 2020     |
| Marcia Hiriart Urdanivia        | 25 de marzo de 2021     |
| Enrique Cabrero Mendoza         | 8 de septiembre de 2021 |
| Alberto Ken Oyama Nakagawa      | 16 de diciembre de 2021 |
| Luis Armando Díaz-Infante Chapa | 29 de marzo de 2022     |
| Elena Centeno García            | 24 de agosto de 2022    |
| Margarita Beatriz Luna Ramos    | 30 de marzo de 2023     |
| Silvia Elena Giorguli Saucedo   | 21 de marzo de 2024     |
| Renato González Mello           | 8 de agosto de 2024     |
| Javier de la Fuente Hernández   | 31 de marzo de 2025     |

### Consejo Universitario
Tiene como propósito que las cuestiones universitarias sean resueltas por los universitarios dentro de la Universidad. Está integrado por: el rector, los directores de facultades, escuelas e institutos; los representantes profesores y representantes alumnos de cada una de las facultades y escuelas; un profesor representante de los centros de extensión universitaria; un representante de los empleados de la Universidad; y el secretario general, que también lo es del consejo.
Corresponden al Consejo Universitario las siguientes funciones: expedir todas las normas y disposiciones generales encaminadas a la mejor organización y funcionamiento técnico, docente y administrativo de la Universidad; conocer de cualquier asunto que no sea de la competencia de alguna otra autoridad universitaria; y aprobar el presupuesto.

### Rector
| Carrera              | Número de rectores |
| -------------------- | ------------------ |
| Abogado              | 18                 |
| Médico               | 13                 |
| Arquitecto           | 2                  |
| Ingeniero Civil      | 2                  |
| Biólogo              | 1                  |
| Ingeniero Geográfico | 1                  |
| Ingeniero Químico    | 1                  |
| Químico Farmacéutico | 1                  |
| Sociólogo            | 1                  |
| Economista           | 1                  |
| Total                | 40                 |

Su cargo dura cuatro años, con posibilidad de ser reelegido para un periodo adicional.
El rector es el representante legal de la Universidad (a excepción de asuntos judiciales en cuyo caso corresponde al Abogado General representar a la Universidad). También son sus funciones convocar al Consejo Universitario y presidir sus sesiones, cuidar el exacto cumplimiento de las disposiciones de la Junta de Gobierno y el Consejo Universitario, vetar acuerdos sin carácter técnico del Consejo Universitario, y formar ternas para directores de facultades, escuelas e institutos.
En total, 41 personas han ocupado la Rectoría de la Universidad en 44 periodos distintos. Ocho de ellos, han ocupado la Rectoría de forma interina: Miguel E. Schulz (1916-1917), Antonio Caso (1920), Mariano Silva y Aceves (1921), José López Lira (1929), Enrique O. Aragón (1934), Mario de la Cueva (1940-1942), Samuel Ramírez Moreno (1944) y Xavier Cortés Rocha (1999).
La siguiente tabla muestra los rectores desde 1910 hasta 2025:
| N.º                                                             | Rector                           | Periodo     | Profesión            |
| --------------------------------------------------------------- | -------------------------------- | ----------- | -------------------- |
| 1                                                               | Joaquín Eguía Lis                | 1910 - 1913 | Abogado              |
| 2                                                               | Ezequiel Adeodato Chávez Lavista | 1913 - 1914 | Abogado              |
| 3                                                               | Valentín Gama y Cruz             | 1914 - 1915 | Ingeniero Geográfico |
| 4                                                               | José Natividad Macías            | 1915 - 1916 | Abogado              |
| —                                                               | Miguel E. Schulz*                | 1916 - 1917 | Arquitecto           |
| —                                                               | José Natividad Macías            | 1917 - 1920 | Abogado              |
| —                                                               | Antonio Caso*                    | 1920        | Abogado              |
| 5                                                               | Balbino Dávalos Balkim           | 1920        | Abogado              |
| 6                                                               | José Vasconcelos                 | 1920 - 1921 | Abogado              |
| —                                                               | Mariano Silva y Aceves*          | 1921        | Abogado              |
| 7                                                               | Antonio Caso                     | 1921 - 1923 | Abogado              |
| 8                                                               | Ezequiel Adeodato Chávez Lavista | 1923 - 1924 | Abogado              |
| 9                                                               | Alfonso Pruneda García           | 1924 - 1928 | Médico               |
| 10                                                              | Antonio Castro Leal              | 1928 - 1929 | Abogado              |
| 11                                                              | Ignacio García Téllez            | 1929        | Abogado              |
| —                                                               | José López Lira*                 | 1929        | Abogado              |
| —                                                               | Ignacio García Téllez            | 1929 - 1932 | Abogado              |
| 12                                                              | Roberto Medellín Ostos           | 1932 - 1933 | Químico Farmacéutico |
| 13                                                              | Manuel Gómez Morín               | 1933 - 1934 | Abogado              |
| —                                                               | Enrique O. Aragón*               | 1934        | Médico               |
| 14                                                              | Fernando Ocaranza Carmona        | 1934 - 1935 | Médico               |
| 15                                                              | Luis Chico Goerne                | 1935 - 1938 | Abogado              |
| 16                                                              | Gustavo Baz Prada                | 1938 - 1940 | Médico               |
| —                                                               | Mario de la Cueva*               | 1940 - 1942 | Abogado              |
| 17                                                              | Rodulfo Brito Foucher            | 1942 - 1944 | Abogado              |
| —                                                               | Samuel Ramírez Moreno*           | 1944        | Médico               |
| 18                                                              | José Aguilar Álvarez             | 1944        | Médico               |
| —                                                               | Manuel Gual Vidal                | 1944        | Abogado              |
| —                                                               | Junta de exrectores              | 1944        | —                    |
| 19                                                              | Alfonso Caso                     | 1944 - 1945 | Abogado              |
| 20                                                              | Genaro Fernández MacGregor       | 1945 - 1946 | Abogado              |
| 21                                                              | Salvador Zubirán                 | 1946 - 1948 | Médico               |
| 22                                                              | Luis Garrido Díaz                | 1948 - 1953 | Abogado              |
| 23                                                              | Nabor Carrillo Flores            | 1953 - 1961 | Ingeniero Civil      |
| 24                                                              | Ignacio Chávez Sánchez           | 1961 - 1966 | Médico               |
| 25                                                              | Javier Barros Sierra             | 1966 - 1970 | Ingeniero Civil      |
| 26                                                              | Pablo González Casanova          | 1970 - 1972 | Sociólogo            |
| 27                                                              | Guillermo Soberón Acevedo        | 1973 - 1981 | Médico               |
| 28                                                              | Octavio Rivero Serrano           | 1981 - 1984 | Médico               |
| 29                                                              | Jorge Carpizo MacGregor          | 1985 - 1989 | Abogado              |
| 30                                                              | José Sarukhán Kermez             | 1989 - 1997 | Biólogo              |
| 31                                                              | Francisco Barnés de Castro       | 1997 - 1999 | Ingeniero Químico    |
| —                                                               | Xavier Cortés Rocha*             | 1999        | Arquitecto           |
| 32                                                              | Juan Ramón de la Fuente          | 1999 - 2007 | Médico               |
| 33                                                              | José Narro Robles                | 2007 - 2015 | Médico               |
| 34                                                              | Enrique Graue                    | 2015 - 2023 | Médico               |
| 35                                                              | Leonardo Lomelí Vanegas          | 2023 - 2027 | Economista           |
| *Rector Interino o Secretario General encargado de la Rectoría. |                                  |             |                      |

### Patronato Universitario
Está integrado por tres patronos, funcionarios y empleados. El cargo de patrono tiene una duración de 6 años, sin retribución ni compensación alguna. Fue creado en 1945, con la aprobación de la Ley Orgánica de la Universidad Nacional Autónoma de México.
Corresponde al Patronato Universitario: administrar el patrimonio universitario y sus recursos; formular el presupuesto general anual de ingresos y egresos, así como sus modificaciones y presentar al Consejo Universitario la cuenta respectiva; designar a los funcionarios de las dependencias de secretaría, tesorería, contraloría, auditoría interna, patrimonio, contaduría, egresos, control presupuestal y pagaduría así como sus empleados; y determinar los cargos que requerirán fianza para su desempeño, el monto y forma de ésta.
Hasta octubre de 2020, los miembros de la Junta de patronos son:
- María Elena Vázquez Nava
- Othón Canales Treviño
- Mario Luis Fuentes Alcalá

## Símbolos y cultura universitaria

### Escudo

Escudo de la UNAM

José Vasconcelos, como rector en 1920, expresó la importancia de acabar con la opresión y los cruentos enfrentamientos de antaño, los campos de batalla serían los de la cultura y la educación sería un medio para lograr una nueva época en el país en la que los mexicanos tengan presente la necesidad de fusionar los pueblos y la cultura a partir de los factores espirituales, la raza y el territorio, plasmando la unificación de los iberoamericanos. Estos elementos quedaron plasmados en el Escudo Universitario, representado por el águila mexicana y el cóndor andino, formando un águila bicéfala, apoyada en una alegoría de los volcanes y un nopal, significado de las raíces de los mexicanos. En la parte central del escudo se encuentra el mapa de América Latina, que va desde la frontera norte de México hasta el Cabo de Hornos. Enmarcando a este mapa se encuentra la frase «Por mi raza hablará el espíritu». En la parte superior del escudo hay un listón que dice «Universidad Nacional Autónoma de México».

### Imagotipo deportivo

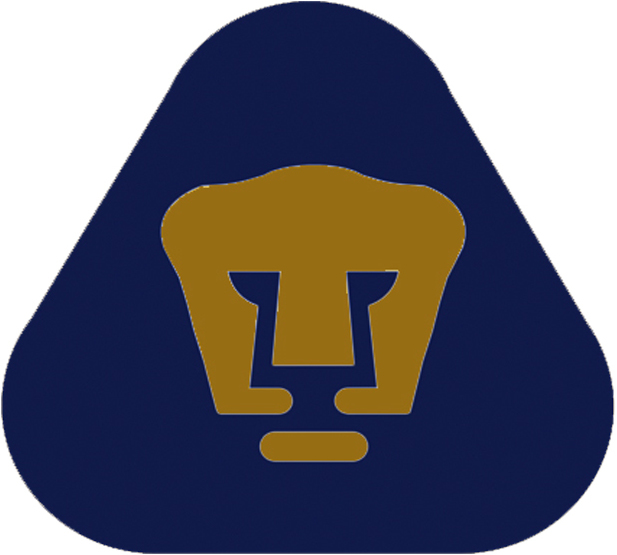
Logotipo deportivo de la UNAM

El 20 de abril de 1974, el entonces rector Guillermo Soberón Acevedo presentó el nuevo emblema deportivo de la UNAM en el Auditorio de la Facultad de Ciencias. La universidad encargó el diseño a Manuel Andrade Rodríguez, como parte de la renovación de la Dirección General de Actividades Deportivas y Recreativas. La imagen se eligió entre 16 trabajos, y requirió de más de 800 bocetos.
El imagotipo se compone del rostro de un puma en dorado, realizado a partir de la silueta de un puño cerrado, sobre un triángulo azul con vértices redondeados. A su vez, este triángulo expresa los tres pilares fundamentales de la Universidad: La Educación, La Investigación y la Difusión de la Cultura.
El emblema del puma funge como escudo de los equipos deportivos de la universidad. En 2013, fue considerado por el diario británico The Guardian uno de los más bellos del fútbol.

### Lema
El lema que anima a la Universidad Nacional, «Por mi raza hablará el espíritu», revela la vocación humanística con la que fue concebida. El autor de esta célebre frase, José Vasconcelos, asumió la rectoría en 1920, en el marco de la Reforma Universitaria latinoamericana, y en una época en que las esperanzas de la Revolución mexicana aún estaban vivas; había una gran fe en la patria, y el ánimo redentor se extendía en el ambiente. Se "significa en este lema la convicción de que la raza nuestra elaborará una cultura de tendencias nuevas, de esencia espiritual y libérrima", explicó el "Maestro de América" al presentar la propuesta. Más tarde, precisaría: "Imaginé así el escudo universitario que presenté al Consejo, toscamente y con una leyenda: 'Por mi raza hablará el espíritu', pretendiendo significar que despertábamos de una larga noche de opresión".

### Porra (Goya)
La porra de la UNAM dice: "¡Goya, goya! ¡Cachún, cachún, ra, ra, cachún, cachún, ra, ra! ¡Goya, Universidad!" La palabra goya tiene sus orígenes en la primera mitad de la década de 1940: en esa época, cuando los estudiantes de la preparatoria (que se hallaba en la zona del centro de la ciudad) deseaban faltar a sus clases (irse de pinta, en el lenguaje coloquial), una de sus actividades favoritas era el cine, y se trataba, entre otros, del cine Goya, que, al igual que el cine Río y el cine Venus, estaba muy cerca de la escuela. Gritaban entonces: "¡Goya!" Y la expresión cachún cachún era haciendo alusión a cuando alguna mujer accedía a acompañar a los varones, pues la palabra es una deformación de "cachondez".

### Himno Universitario
El Himno Universitario, también conocido como Canto a la Universidad, forma parte del conjunto de la identidad universitaria. Fue escrito por Romeo Manrique de Lara y musicalizado por Manuel M. Bermejo. Fue declarado como el himno oficial de la universidad por el rector Nabor Carillo. En dicho canto se exaltan los valores y el orgullo de pertenecer a la Universidad.

## Murales de Ciudad Universitaria
Ciudad Universitaria es un espacio vibrante de arte y cultura, donde los murales se convierten en un testimonio de la historia, la identidad y los ideales de la comunidad universitaria. Entre los más relevantes, destacan obras de artistas como Diego Rivera, Siqueiros, Orozco y Guerrero, quienes plasmaron en sus murales la lucha social, la ciencia, la educación y la identidad nacional. Estos murales no solo embellecen los edificios, sino que invitan a reflexionar sobre el papel de la universidad en la transformación de la sociedad, siendo un referente cultural para generaciones de estudiantes y visitantes. Actualmente Ciudad Universitaria cuneta con 110 murales, algunos de los más relevantes son:

### Representación histórica de la cultura
Creado por Juan O'Gorman en los años cincuenta. Este complejo de aproximadamente 4,000 metros cuadrados es una fusión de arte y arquitectura, dividido en cuatro secciones que representan diferentes etapas de la historia de México:

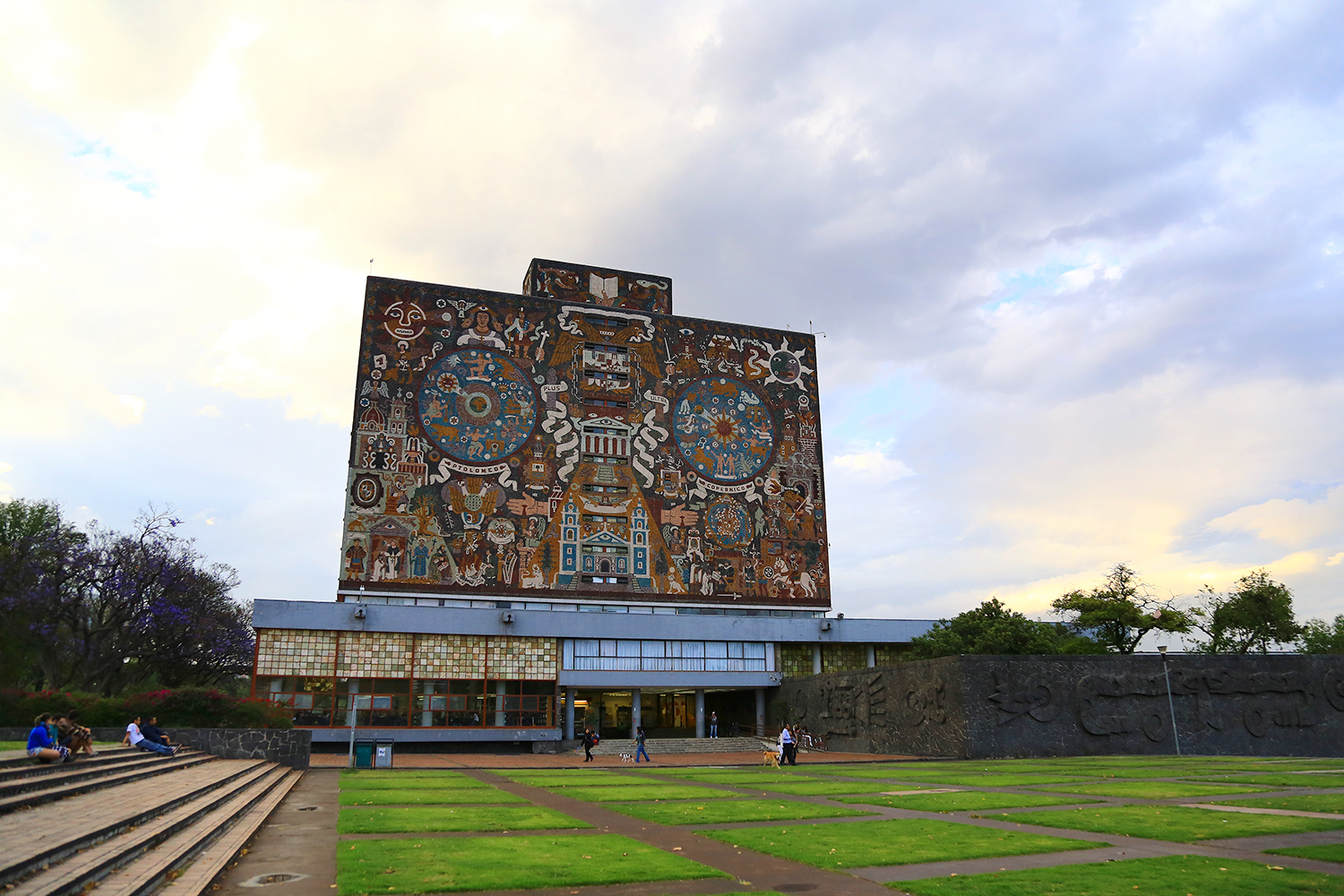
Mural, "Representación Histórica de la cultura"

- Muro norte: Civilizaciones prehispánicas.
- Lado sur: Conquista e independencia de México.
- Oriente: Revolución Mexicana.
- Poniente: La Universidad.

### El retorno de Quetzalcóatl
"El retorno de Quetzalcóatl", creado por José Chávez Morado en 1952, es un mosaico veneciano que se encuentra en los muros interiores del anexo de la Facultad de Arquitectura en Ciudad Universitaria. Esta obra representa la fusión de la cultura mexicana con otras civilizaciones milenarias, mostrando a Quetzalcóatl en forma de barca transportando figuras de diversas culturas como la egipcia, franciscana, mesopotámica, griega, oriental e islámica. El mural simboliza el enriquecimiento de la cultura prehispánica a través del intercambio con otras tradiciones antiguas.

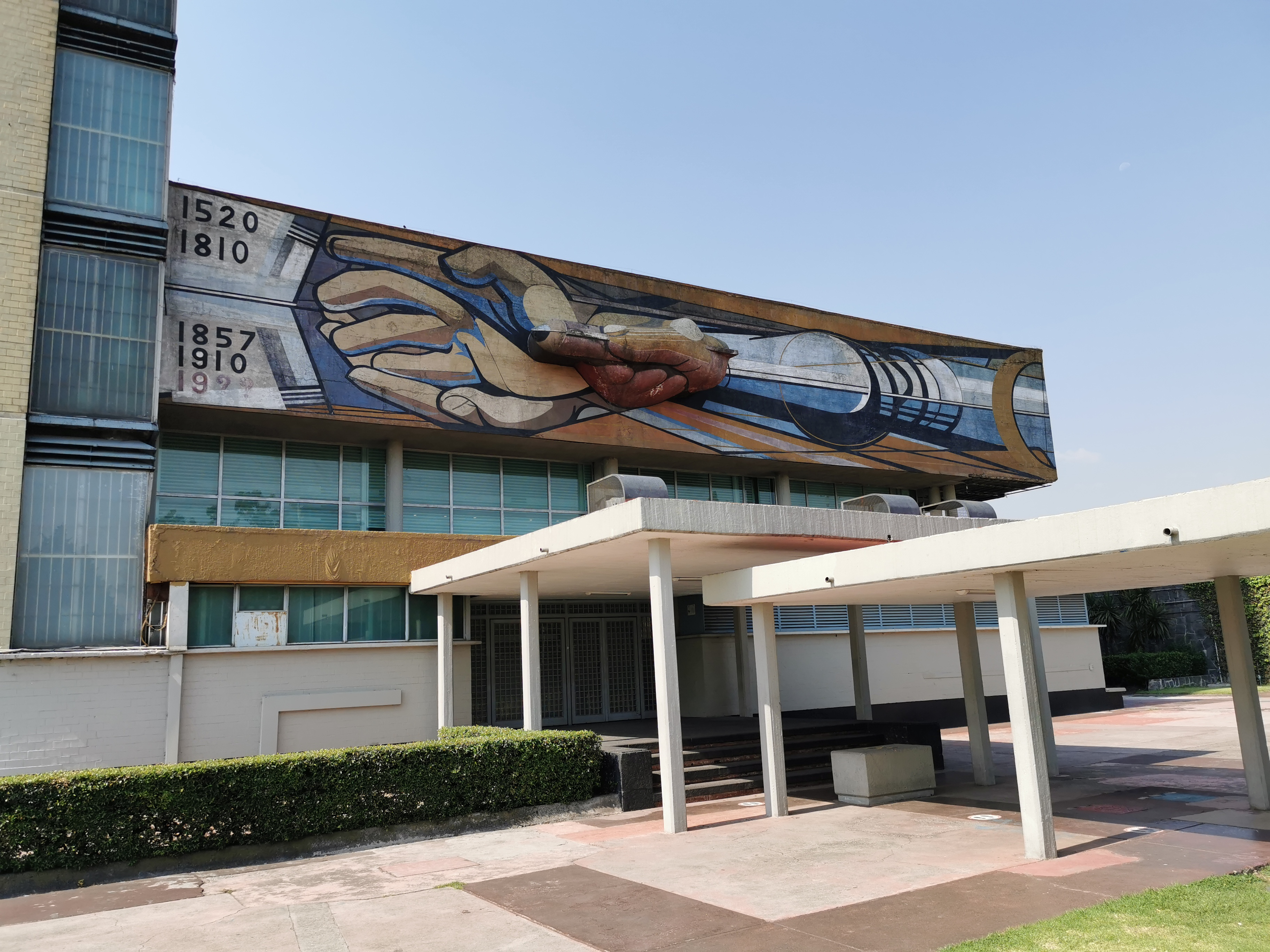
Mural, "Las fechas en la historia de México o el derecho a la cultura"

### Las fechas en la historia de México o el derecho a la cultura
El mural de David Alfaro Siqueiros en la Torre de Rectoría es una obra visual que simboliza la lucha del pueblo mexicano por su derecho a la cultura. Las dos manos entrelazadas en el mural representan esta lucha, mientras que la tercera mano que señala con un lápiz cuatro fechas importantes de la historia de México: 1520 (llegada de los españoles), 1810 (inicio de la Guerra de Independencia), 1857 (primera constitución liberal) y 1910 (Revolución Mexicana). La inscripción "19??" al final del mural refleja las esperanzas de Siqueiros en la futura transformación de México.

### La conquista de la energía

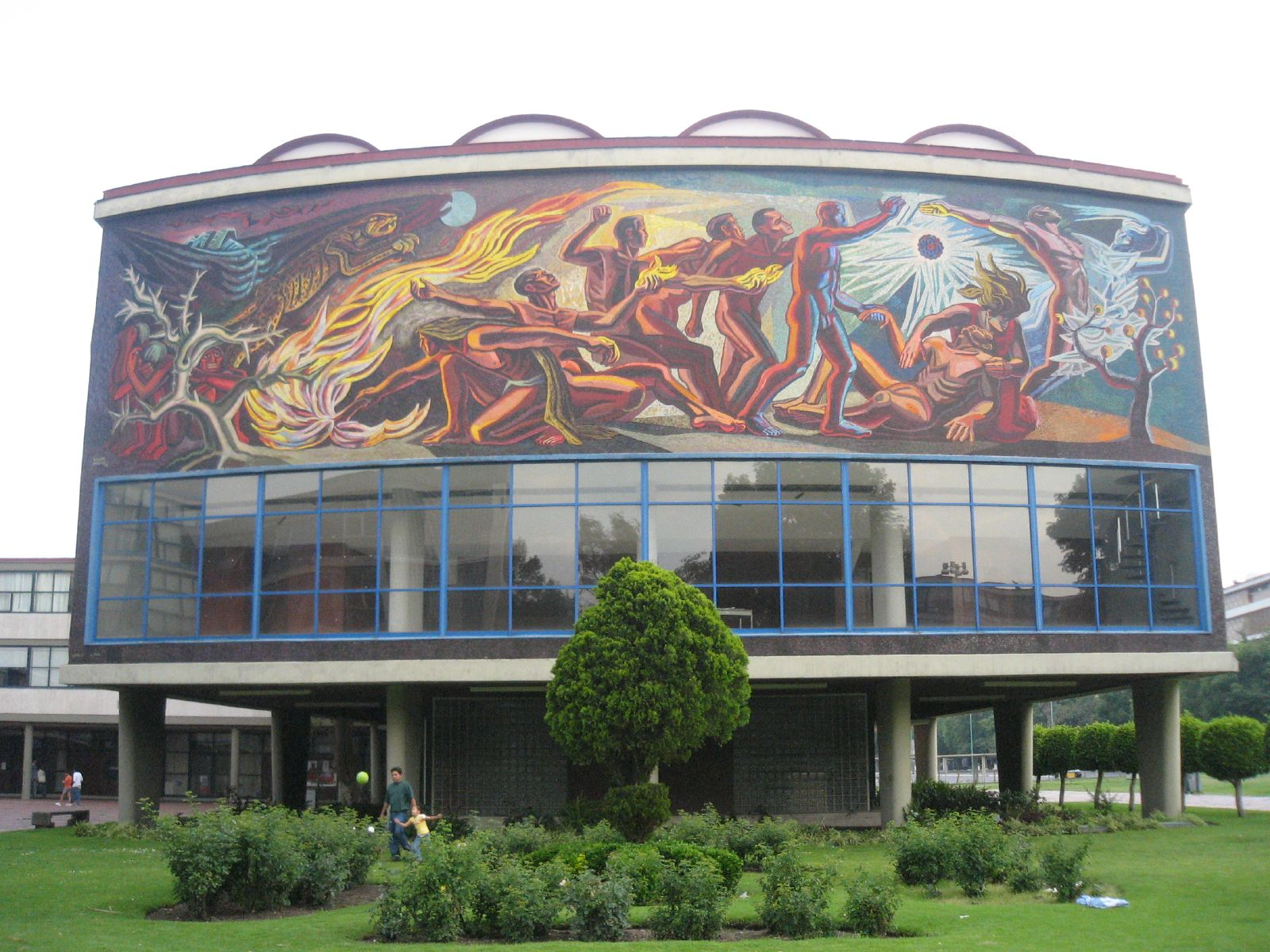
Mural, "La conquista de la energía"

Este mural, uno de los más hermosos de Ciudad Universitaria, fue diseñado por José Chávez Morado y se encuentra en la fachada del auditorio Alfonso Caso de la antigua Facultad de Ciencias. Realizado con la técnica de mosaico de vidrio, representa la lucha del ser humano por sobrevivir a las inclemencias naturales a través de la conquista del fuego. La composición muestra figuras humanas enfrentándose a la oscuridad, la noche y un jaguar, mientras que otras alcanzan la luz para guiar a sus compañeros.

### La superación del hombre por medio de la cultura

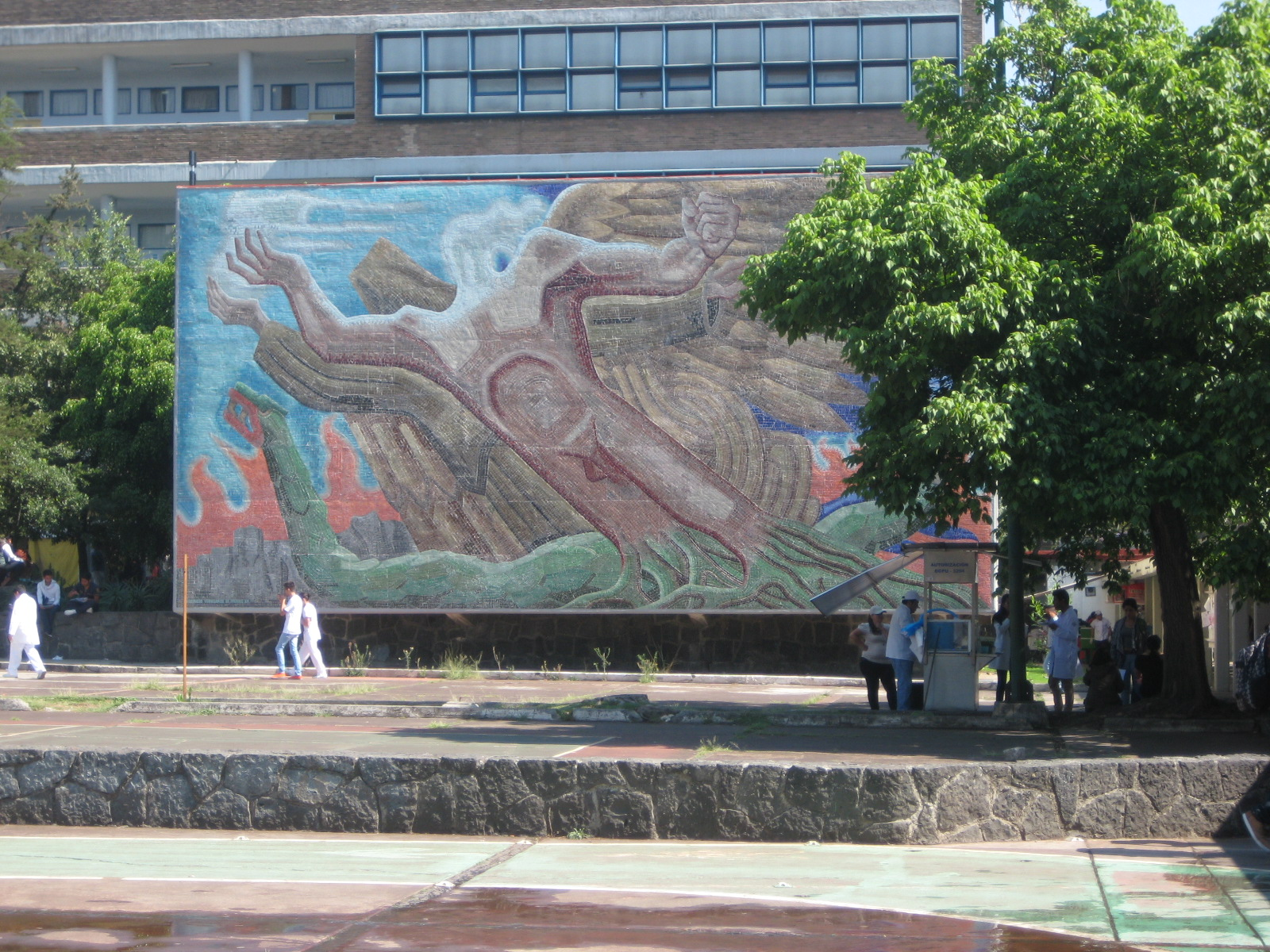
Mural, UNAM

La obra de Francisco Eppens Helguera, ubicada entre las facultades de Odontología y Medicina de la UNAM, es un mural que busca representar la importancia de preservar las raíces culturales mientras se avanza a través del conocimiento. La pieza central es un hombre con una llama blanca en la cabeza, símbolo de aprendizaje. Detrás de él, se encuentra un fraile, y en la parte inferior, el dios prehispánico Quetzalcóatl. Los pies del hombre se transforman en raíces, simbolizando su conexión con la tierra.

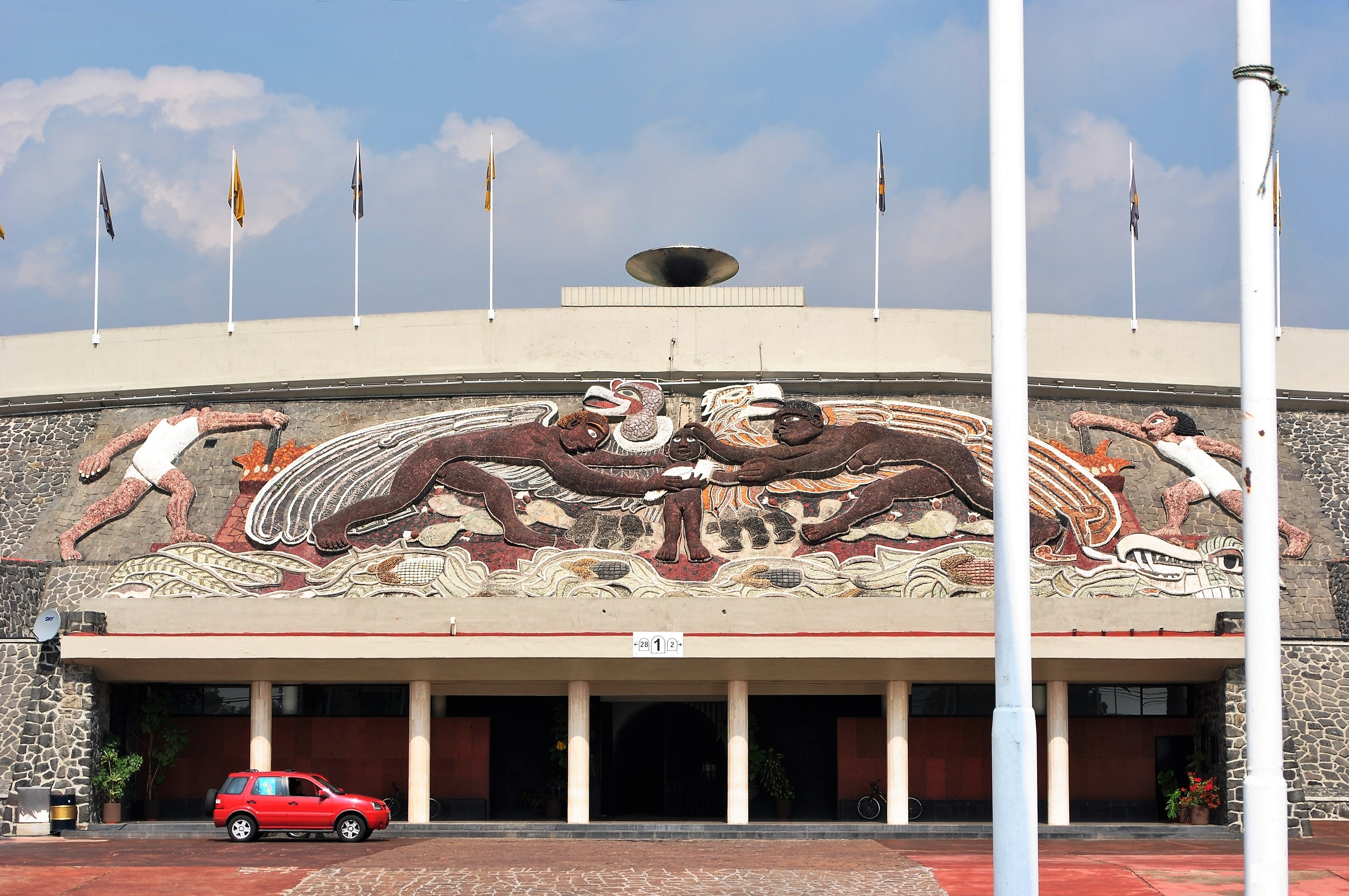
Mural, "La Universidad, la familia y el deporte en México"

### La Universidad, la familia y el deporte en México
El Estadio Olímpico Universitario alberga el mural "La universidad, la familia y el deporte en México", una obra de Diego Rivera realizada en alto relieve con piedras de colores y la colaboración de 70 trabajadores en 1952. El mural presenta elementos simbólicos como:
- El águila y el cóndor:Representan el escudo universitario.
- La familia: Compuesta por un hombre español, una mujer indígena y una niña con una paloma, simbolizando la unión y la paz.
- Quetzalcóatl: Una serpiente emplumada con mazorcas de maíz, representando la cultura prehispánica.

Este mural es una pieza clave dentro del estadio, y una de las obras más representativas de Diego Rivera en Ciudad Universitaria.

### La Ciencia y el Trabajo
Es un mural de José Chávez Morado, creado hace más de 70 años con la técnica de vinelita ácida, ubicado junto al auditorio Alfonso Caso en Ciudad Universitaria. La obra ofrece una crónica de la construcción de la Ciudad Universitaria, pero también incluye una crítica social sutil.
- Representa el desplazamiento de la comunidad campesina original y su posterior participación en la construcción.
- Muestra a arquitectos y científicos, con los campesinos apareciendo como figuras espectrales detrás de ellos.
- La obra representa una crítica social, sobre el desplazamiento de los campesinos, y la explotación de los mismos.[113]

## Alumnos y profesores sobresalientes

### Premio Nobel
Todos los mexicanos galardonados con el Premio Nobel son graduados de la UNAM:
- Alfonso García Robles (Paz, 1982)
- Octavio Paz (Literatura, 1990)
- Mario J. Molina (Química, 1995)

Además de ellos:
- Ana María Cetto ha sido partícipe de dos Premios Nobel, ya que era miembro ejecutivo de las Conferencias Pugwash y de la Agencia Internacional de la Energía Atómica cuando estas organizaciones fueron laureadas con el Premio Nobel de la Paz.[114][115]

En el 2007, el Panel Intergubernamental del Cambio Climático de la ONU fue premiado con el Premio Nobel de la Paz; 10 académicos de la UNAM son parte de este panel y, por lo tanto, partícipes del premio:
- Carlos Gay García
- Graciela Binimelis de Raga
- Víctor Magaña Rueda
- Cecilia Conde Álvarez
- Francisco Estrada Porrúa
- Ana Rosa Moreno
- Blanca Jiménez
- Claudia Sheinbaum
- Omar Masera Cerutti
- Carlos Anaya Merchant

### Premio Príncipe de Asturias
La UNAM misma fue galardonada con el Premio Príncipe de Asturias de Comunicación y Humanidades en 2009. Mientras que a nivel personal, con excepción de Alma Guillermoprieto,  Juan Rulfo y Pablo Rudomín, todos los mexicanos laureados con un Premio Princesa de Asturias son egresados de la UNAM:[cita requerida]
- Arturo Álvarez-Buylla
- Francisco Bolívar Zapata
- Carlos Fuentes
- Emilio Rosenblueth
- José López Portillo
- Ricardo Miledi
- Marcos Moshinsky
- Guido Münch
- Silvio Zavala
- Graciela Iturbide

### Premio Cervantes
Todos los mexicanos que han sido galardonados hasta ahora con el Premio Miguel de Cervantes, considerado el más importante de la lengua castellana, son egresados de la UNAM.
- Carlos Fuentes
- José Emilio Pacheco
- Octavio Paz
- Sergio Pitol
- Elena Poniatowska
- Fernando del Paso

## Clasificaciones académicas

La UNAM es clasificada consistentemente como la mejor universidad de México por la gran mayoría de las fuentes, así como una de las 10 mejores de América Latina. A nivel mundial tiende a posicionarse entre los lugares 100 y 300.
| Categoría         | QS World University Ranking (2023) | 'SCImago Institutions Ranking' (2023) | Clasificación Webométrica del Laboratorio de Cibermetría del Consejo Superior de Investigaciones Científicas de España (2023) | URAP de la Universidad Técnica de Medio Oriente (2022-2023) | Ranking NTU de la Universidad Nacional de Taiwan) (2023) | ARWU de la Universidad Jiao Tong de Shanghái (2023) | World University Rankings del diario Times Higher Education (2023) |
| Mundial           | 104                                | 115                                   | 108 | 192                                                         | 264                                                      | 201-300                                             | 1001-1200                                                          |
| América Latina    | 7                                  | 2                                     | 2 | ?                                                           | ?                                                        | ?                                                   | 18                                                                 |
| América del Norte | ?                                  | ?                                     | 90 | ?                                                           | ?                                                        | ?                                                   | ?                                                                  |
| Mundo ibérico     | ?                                  | 4                                     | ? | ?                                                           | ?                                                        | ?                                                   | ?                                                                  |
| México            | 1                                  | 1                                     | 1 | 1                                                           | 1                                                        | 1                                                   | 3                                                                  |

## Premios y reconocimientos que otorga la UNAM
La UNAM emite las siguientes distinciones a la fecha de 2021:
- Doctorados Honoris Causa
- Reconocimiento como Profesor Emérito
- Medalla a la antigüedad académica
- Medalla al Mérito Universitario "Justo Sierra" (académicos)
- Diploma al Mérito Universitario (académicos)
- Premio Universidad Nacional (académicos)
- Reconocimiento Sor Juana Inés de la Cruz (personal mujer)
- Medalla al Servicio Social "Gustavo Baz Prada"
- Reconocimiento Distinción Universidad Nacional para Jóvenes Académicos
- Medalla al Mérito Universitario "Gabino Barreda" (estudiantes de bachillerato y licenciatura)
- Medalla al Mérito Universitario "Alfonso Caso" (estudiantes de posgrado)

## Reconocimientos a la UNAM
- En el 2009, la institución recibió el Premio Princesa de Asturias de Comunicación y Humanidades.
- En agosto del 2024, se inscribió con letras doradas el nombre y el lema de la institución en el Muro de Honor del Senado de la República.[136]